# Histoire du Salvador
 (janvier 2014).
Si vous disposez d'ouvrages ou d'articles de référence ou si vous connaissez des sites web de qualité traitant du thème abordé ici, merci de compléter l'article en donnant les références utiles à sa vérifiabilité et en les liant à la section « Notes et références ».

Armoiries du Salvador.

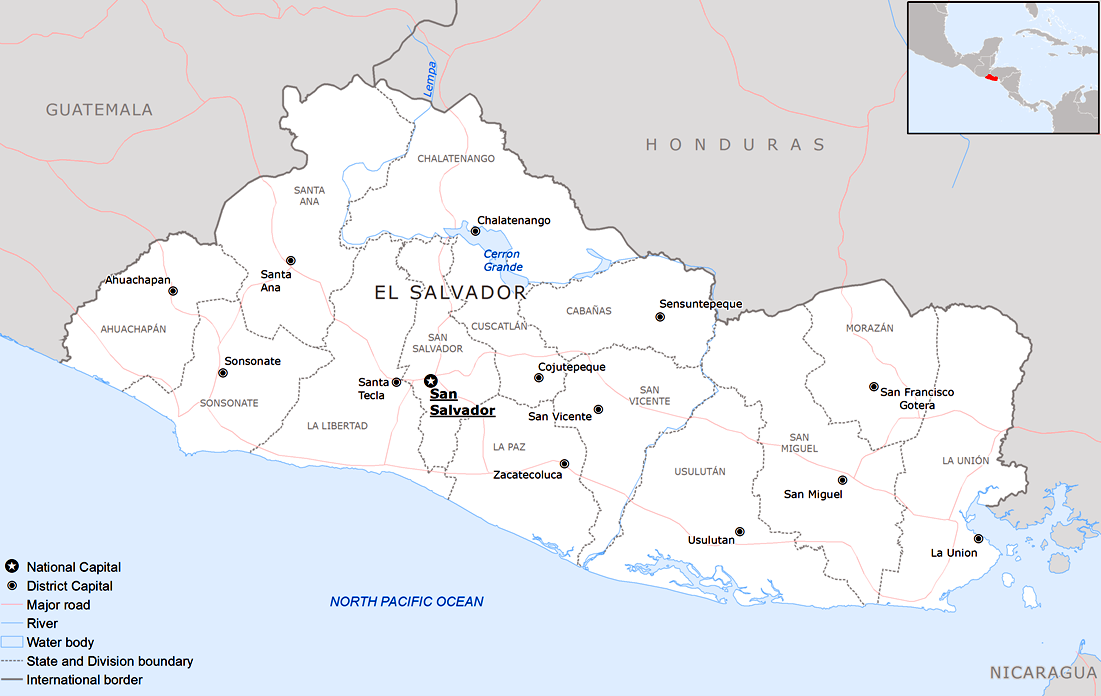
Salvador au présent

Le Salvador, un pays d'Amérique centrale, côté pacifique, peuplé d'environ sept millions d'habitants, Salvadorien(ne)s, parlant principalement espagnol standard et/ou espagnol salvadorien et/ou nahuatl, présente de nombreux faits saillants dans son histoire.

## Avant 1500c: peuplement autochtone, pipil, maya et lenca
Avant la conquête espagnole, le territoire qui est maintenant le Salvador était divisé en trois grands États indigènes :
- Le royaume Payaquí au Nord, confédération d'origine maya, très fortement influencée par la culture Pipil.
- Le royaume de Cuzcatlan (es) (~1200-1528) à l'Ouest , composé d'une population pipile et organisé en système cacique, de fait l'État le plus important de la région à l'arrivée des Espagnols. Le cacique dominant était celui de Cuzcatlan (situé dans la région de San Salvador) et les autres caciques (des royaumes d'Izalco, Apaneca, Ahuachapán, Guacotecti, Īxtēpetl, Apastepeque et Tehuacán) lui versaient un tribut.
- La principauté de Najochan à l'Est, réunissant une population maya et lenca, fortement influencée par la cité de Copán.

La population indigène majoritaire était Pipile, une tribu nomade de Nahuatls établis depuis longtemps au centre du Mexique. Tôt au cours de leur histoire, ils sont devenus l'un des seuls groupes indigènes d'Amérique centrale à avoir aboli le sacrifice humain. Leur culture est proche de celle de leurs voisins aztèques et mayas. Des restes de la culture amérindienne se retrouvent dans certaines ruines telles que Tazumal (près de Chalchuapa), San Andrés, et Joya de Cerén.

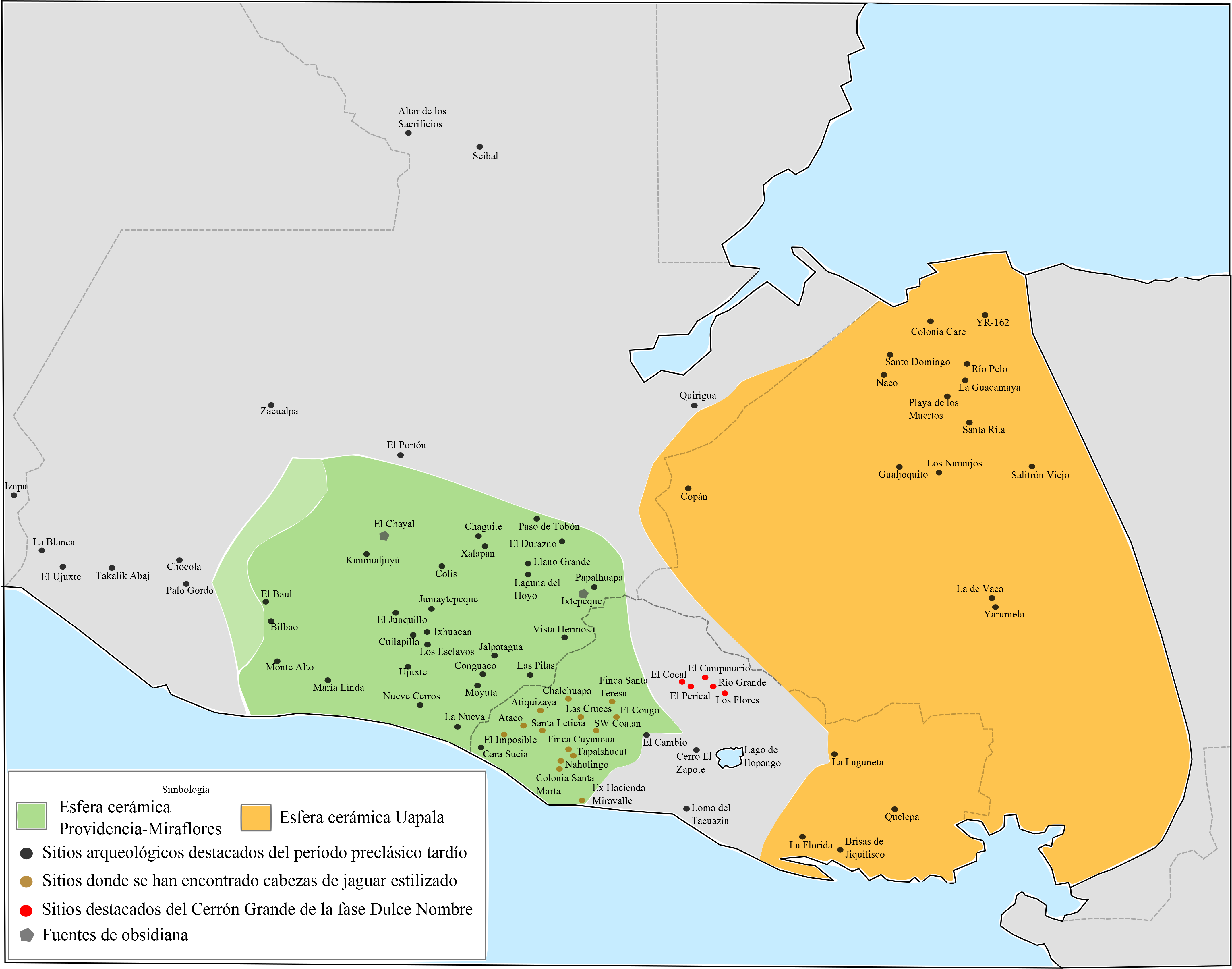
Cultures céramiques Providencia-Miraflores et Uapala
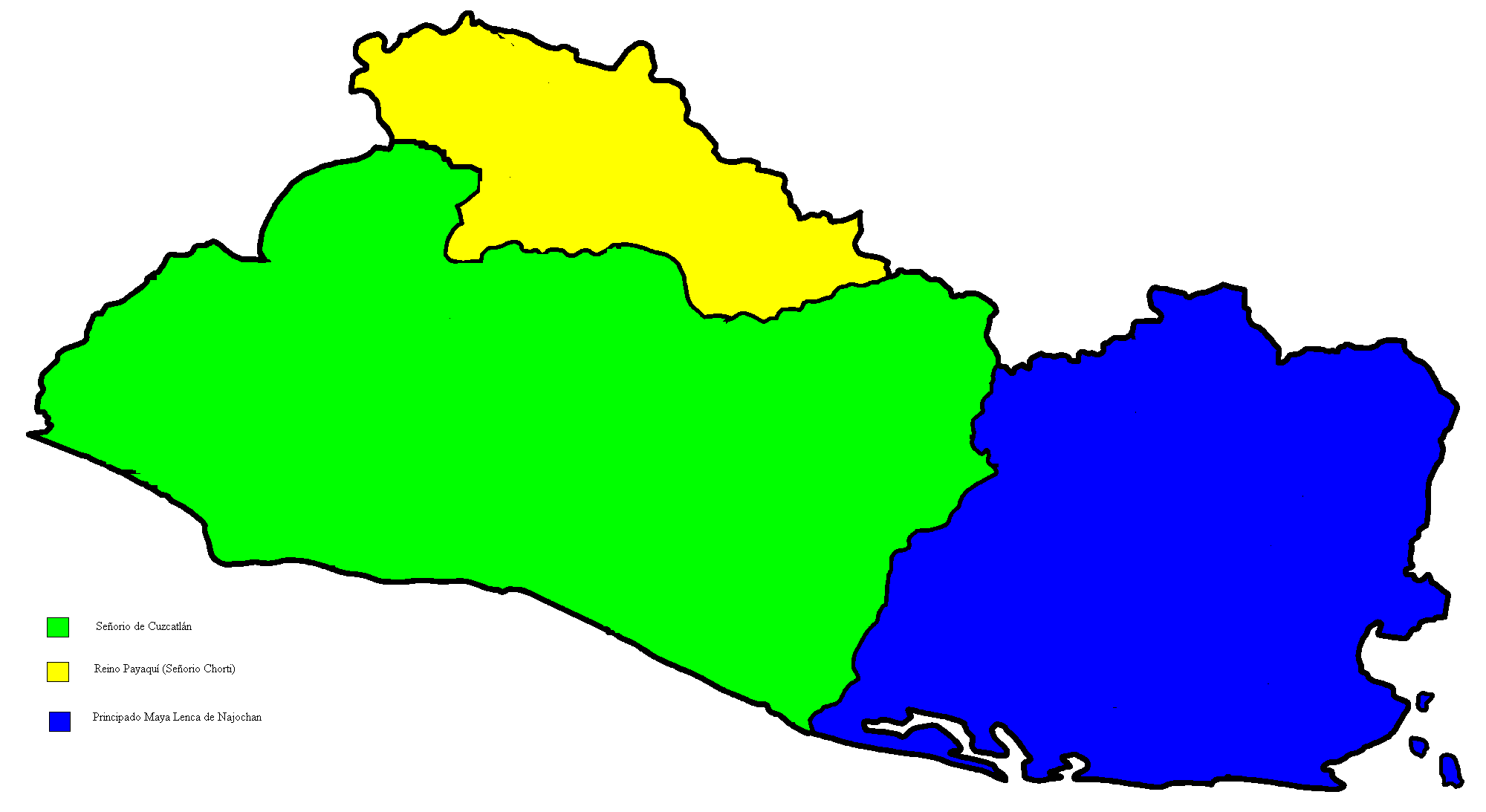
Les trois royaumes amérindiens
Amérique centrale préhispanique vers 1500
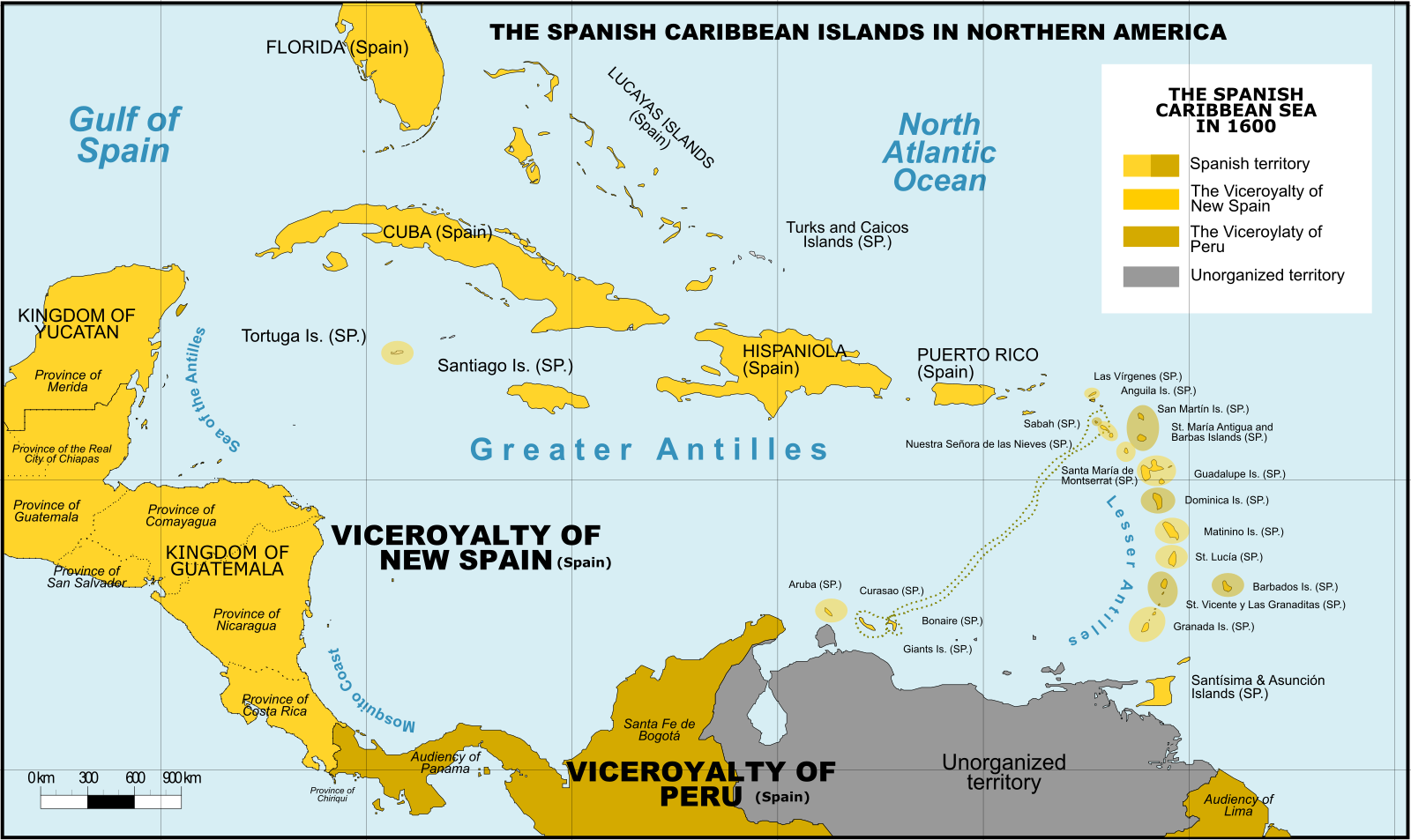
Mésoamérique et espace Caraïbe vers 1600

## Conquête espagnole (1524-1540)

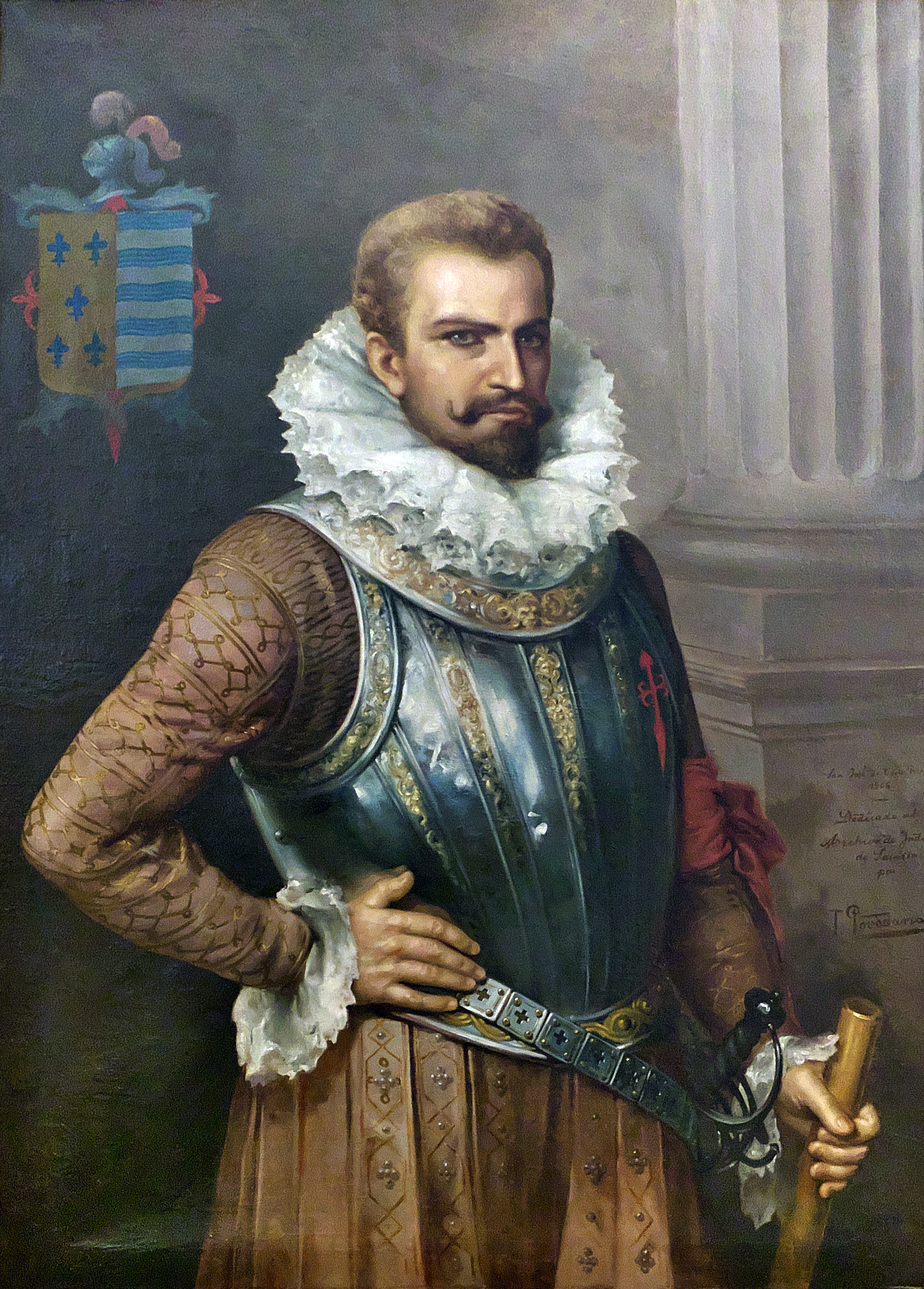
Pedro de Alvarado

Le premier conquistador à découvrir les terres aujourd'hui salvadoriennes est Gil González Dávila qui longeait la côte Pacifique de l'Amérique centrale à la recherche d'un passage maritime communiquant avec l'Atlantique. Mais la première expédition pour conquérir le territoire est menée par Pedro de Alvarado, venant de ce qui est aujourd'hui le Guatemala, qui décide de conquérir Cuzcatlan en 1524.
À l'arrivée des Espagnols et de leurs alliés indiens (250 soldats espagnols pour 6 000 autochtones), les Pipils s'enfuient des villages pour se réfugier dans les montagnes. Le premier combat se déroule à Acaxual (aujourd'hui la ville d'Acajutla) où les Pipils réussissent à encercler l'armée espagnole. Durant la bataille le cacique d'Izalco, Atonal, réussit à blesser Pedro de Alvarado à la cheville (le laissant boiteux pour le reste de sa vie), obligeant l'armée espagnole à se replier malgré la victoire. La deuxième bataille a lieu dans les environs de Sonsonate où l'armée pipile subit de grosses pertes, car les soldats ont préféré se munir de protections en coton (qui se sont révélées inefficaces) aux dépens de la mobilité. À la suite de cette bataille, Alvarado reçoit une proposition de paix de la part du cacique de Cuzcatlan, mais le conquistador refuse la proposition et marche vers la ville de Cuzcatlan, qu'il trouve vide, les Pipils ayant fui une nouvelle fois dans les montagnes. Les Espagnols s'y installent, mais sont obligés de repartir en juillet 1524 dans les régions guatémaltèques à cause du climat.
En 1525, Alvarado retourne à Cuzcatlan, et la ville de San Salvador est fondée au mois d'avril de la même année, dans la même vallée où se situe la ville de Cuzcatlan. Mais les Pipils l'attaquent en juin 1526 et l'incendient, obligeant les Espagnols à s'enfuir.
Une nouvelle expédition espagnole, menée par le frère de Pedro de Alvarado - Diego, part du Guatemala pour refonder la ville de San Salvador (dans la même vallée mais pas à l'endroit exact de la première ville) en 1528 et les Espagnols s'y installent définitivement.
Une autre expédition part en 1530 conquérir la principauté de Najochan, à l'est du pays, et la résistance menée par le chef cacique lenca, Lempira, est vaincue en 1537.
Les Espagnols contrôlent désormais tout ce qui va devenir le Salvador, mais les attaques sur San Salvador des Pipils de Cuzcatlan, toujours réfugiés dans les montagnes, ne cessent qu'en 1539, et la région n'est entièrement pacifiée qu'en 1540.
« La légende de Atlacatl » : Atlacatl est le cacique de Cuzcacatlan ayant proposé la paix à Pedro de Alvarado avant de lui résister et de harceler la ville de San Salvador. On sait aujourd'hui qu'en nahuatl Atlcatl ne désigne pas une personne mais un lieu, l'erreur de traduction proviendrait de travaux de Charles Étienne Brasseur de Bourbourg. La connaissance de cette erreur de traduction n'est pas encore très répandue au Salvador et Atlacatl reste le symbole national de la résistance amérindienne face à la conquête espagnole. C'est Pedro de Alvarado qui a nommé ce territoire « San Salvador » (« le Saint Sauveur » - en référence à Jésus Christ).

## Époque coloniale espagnole (1530-1821)

Vice-royauté de Nouvelle-Espagne, 1819.

La région est intégrée à l'Empire espagnol, et fait partie de la Nouvelle-Espagne dès 1535.
En 1540 la Capitainerie générale du Guatemala est créée, et la région du Salvador y est intégrée.
De 1532 à 1786, la région est divisée en trois communes (« Alcaldia Mayor » en espagnol) : la commune de Sonsonate à l'Ouest, la commune de San Salvador au centre, et La commune de San Miguel à l'Est.
Puis, de 1786 à 1821, la région est divisée en deux : la commune de Sonsonate, et l'Intendance de San Salvador (« Intendencia de San Salvador » en espagnol) regroupant les deux autres anciennes communes
À la suite de la conquête, les Espagnols introduisent des animaux et des cultures européennes.
Il y a aussi de grands efforts pour convertir les Indiens au catholicisme et au mode de vie européen en général.
Ainsi, les ordres religieux, en particulier les franciscains et les dominicains, collaborent étroitement avec les autorités espagnoles pour évangéliser les indigènes.
Le système d'encomienda est établi pour pouvoir contrôler la population indienne et récompenser les conquistadors pour les services rendus à la Couronne.
Mais il doit être abandonné après les « Nouvelles Lois » (en espagnol : Leyes Nuevas) et l'interdiction de l'esclavage d'Indiens en 1542.
La société coloniale salvadorienne est divisée en classes sociales fondées sur l'origine des personnes.
La classe supérieure et dirigeante se compose des Espagnols nés en métropole.
Viennent ensuite les Créoles (les blancs nés dans les colonies), propriétaires des facteurs de production (les terres en particulier), les Métis et enfin les Indiens.
À la suite de l'interdiction de l'esclavage d'Indiens, des esclaves africains sont introduits en petit nombre pour le travail dans les mines : ils s'assimilent très vite aux métisses blancs/indiens.
Ces derniers constituent la plus grande partie de la population salvadorienne lors de l'indépendance.
De 1550 à 1600, la région est principalement productrice de cacao dans la région occidentale (Sonsonate et Izalco) et d'un baume spécifique à la région dans la région côtière.
Au XVIIe siècle, la culture du cacao est remplacée par celle de l'indigotier pour la production de teintures indigo (dont la région devient un des grands producteurs mondiaux avant l'apparition des colorants synthétiques).

## Indépendance (1811-1821)

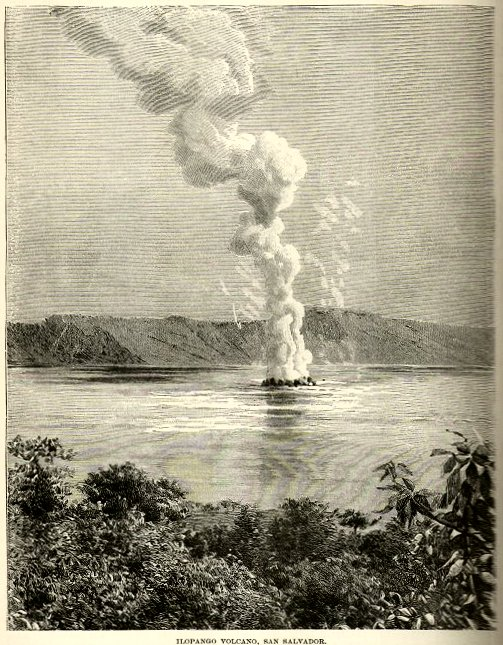
Éruption du volcan Ilopango au Salvador.

Dès la fin du XVIIe siècle, dans différentes régions d'Amérique latine, des révoltes contre la domination espagnole éclatent.
Le commerce des colonies d'Amérique reste sous le monopole de la métropole, les colonies ne pouvant exporter que vers la métropole qui se charge par la suite de réexporter les produits vers le reste du monde (en particulier aux États-Unis et en Grande-Bretagne).
Inspirés par les Lumières (dont les écrits demeurent interdits dans l'Empire espagnol), les créoles voient dans l'indépendance des États-Unis et la Révolution française des exemples à suivre.
Au début du XIXe siècle les autorités coloniales espagnoles promulguent des lois économiques et fiscales impopulaires dans les colonies pour financer les guerres européennes de la Couronne espagnole.
Ces mesures augmentent la volonté d'indépendance des créoles.
L'évènement déclencheur des soulèvements indépendantistes en Amérique latine, et en Amérique centrale en particulier, est l'invasion napoléonienne de la métropole espagnole.
La Conférence de Bayonne, où la dynastie des Bourbons abdique en faveur de Joseph Bonaparte, et la Guerre d'indépendance espagnole sapent l'autorité espagnole et rendent les colonies plus autonomes.
Durant cette période (1808-1814) l'Intendance de San Salvador connaît plusieurs soulèvements :
- Le soulèvement du 5 novembre 1811, connu comme le « Premier cri d'indépendance » (Primer Grito de Independencia), il débute dans la ville de San Salvador avant de se propager dans les autres villes de la région durant tout le mois de novembre. Ce soulèvement est mené par les créoles José Matías Delgado, Manuel José Arce et les deux frères Aguilar. Deux autres soulèvements éclatent le 24 novembre et le 20 décembre de la même année. Finalement, la déclaration d’indépendance de 1811 échoue car la vice-royauté du Guatemala envoie des troupes à San Salvador, dans le but d’étouffer le mouvement.
- Le soulèvement du 24 janvier 1814 à San Salvador n'a pas plus de succès et les dirigeants sont arrêtés.

En mai 1814, Ferdinand VII retrouve le trône d'Espagne et réinstalle une monarchie absolue.
En Amérique centrale, les indépendantistes et les libéraux subissent alors de plein fouet la répression.
En 1820, la constitution de Cadiz, plus libérale, est rétablie.
Le capitán general du Guatemala Carlos Urrutia s'y rallie, et convoque des élections municipales et législatives, et accepte la liberté de la presse.
C'est à cette période que naissent le mouvement libéral et le mouvement conservateur qui vont durablement animer la vie politique du Salvador, et de toute l'Amérique centrale, jusqu'à l'apparition du communisme au début du XXe siècle.
En août 1821 la nouvelle de l'indépendance du Mexique parvient en Amérique centrale.
Devant cette nouvelle situation (la Capitainerie générale du Guatemala dépend de la Nouvelle Espagne, donc du Mexique nouvellement indépendant), le Capitaine général Gabino Gaínza convoque les représentants des différentes provinces centre-américaines en assemblée à Ciudad de Guatemala.
Le 15 septembre 1821, à Ciudad de Guatemala, les provinces centre-américaines proclament leur indépendance vis-à-vis de l'Espagne, et un gouvernement provisoire est formé sous la présidence de Gabino Gaínza.
La nouvelle de l'indépendance parvient à San Salvador le 21 septembre.

## Empire mexicain, République Fédérale d'Amérique centrale (1821-1840)

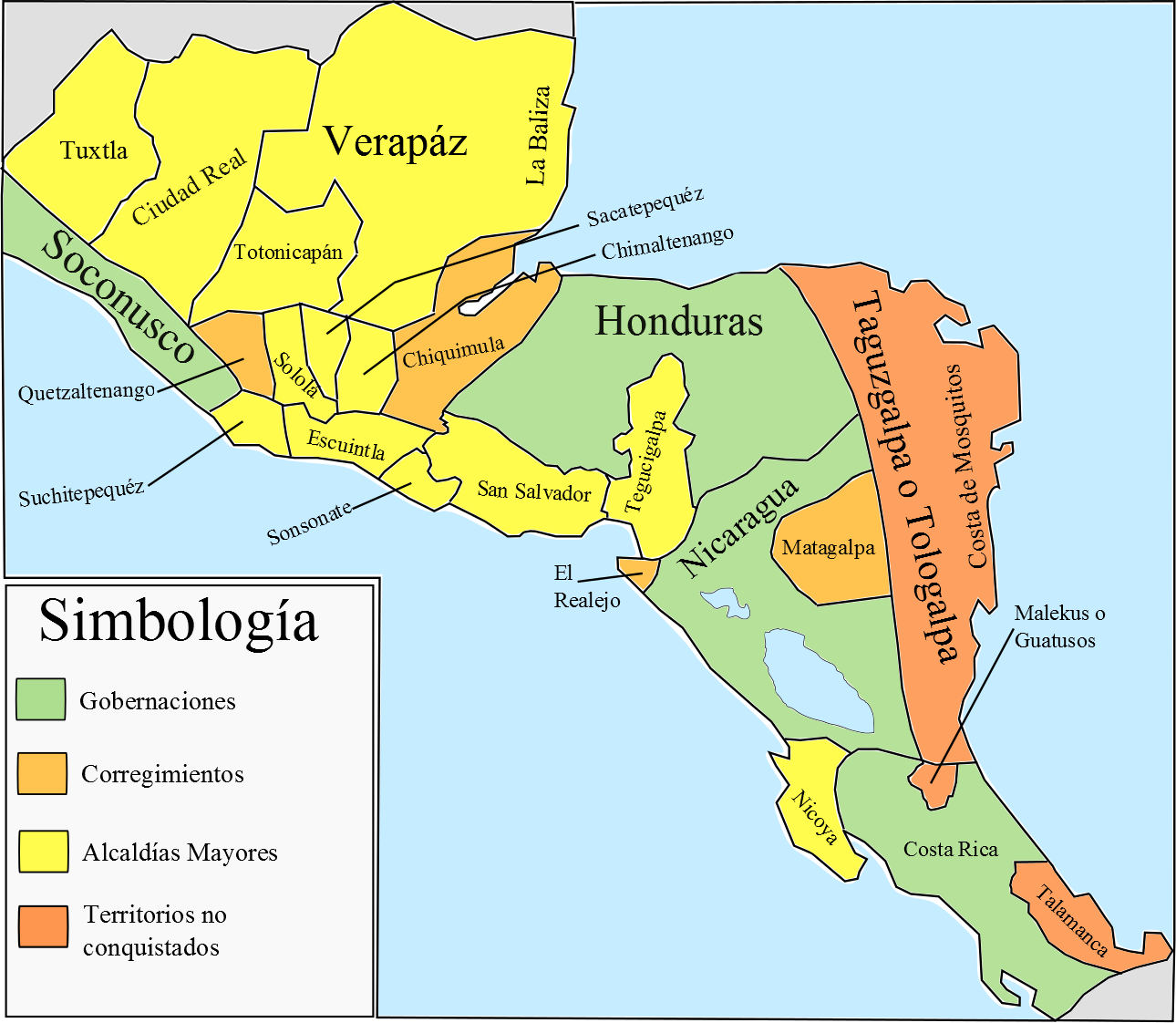
1780
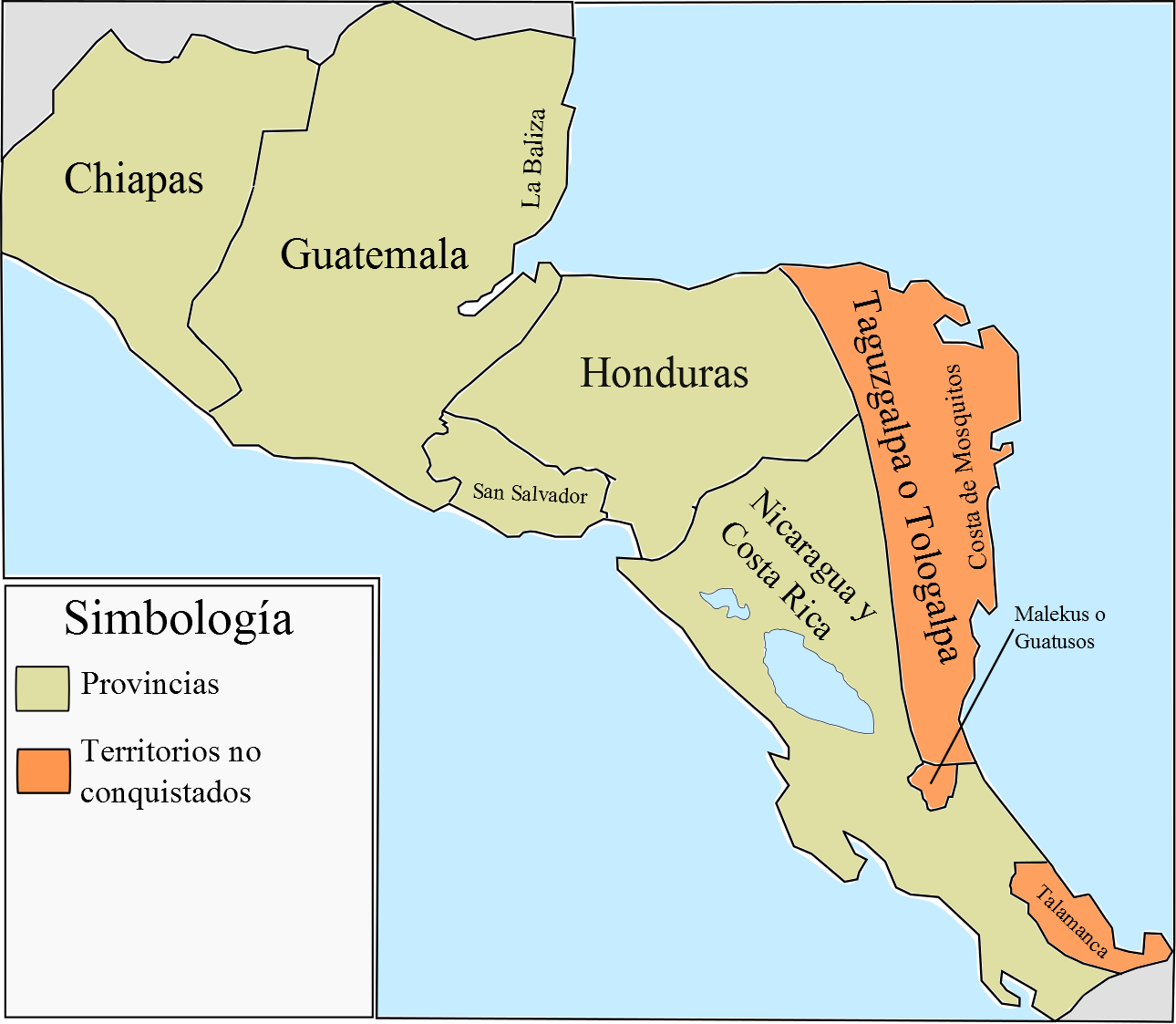
1821
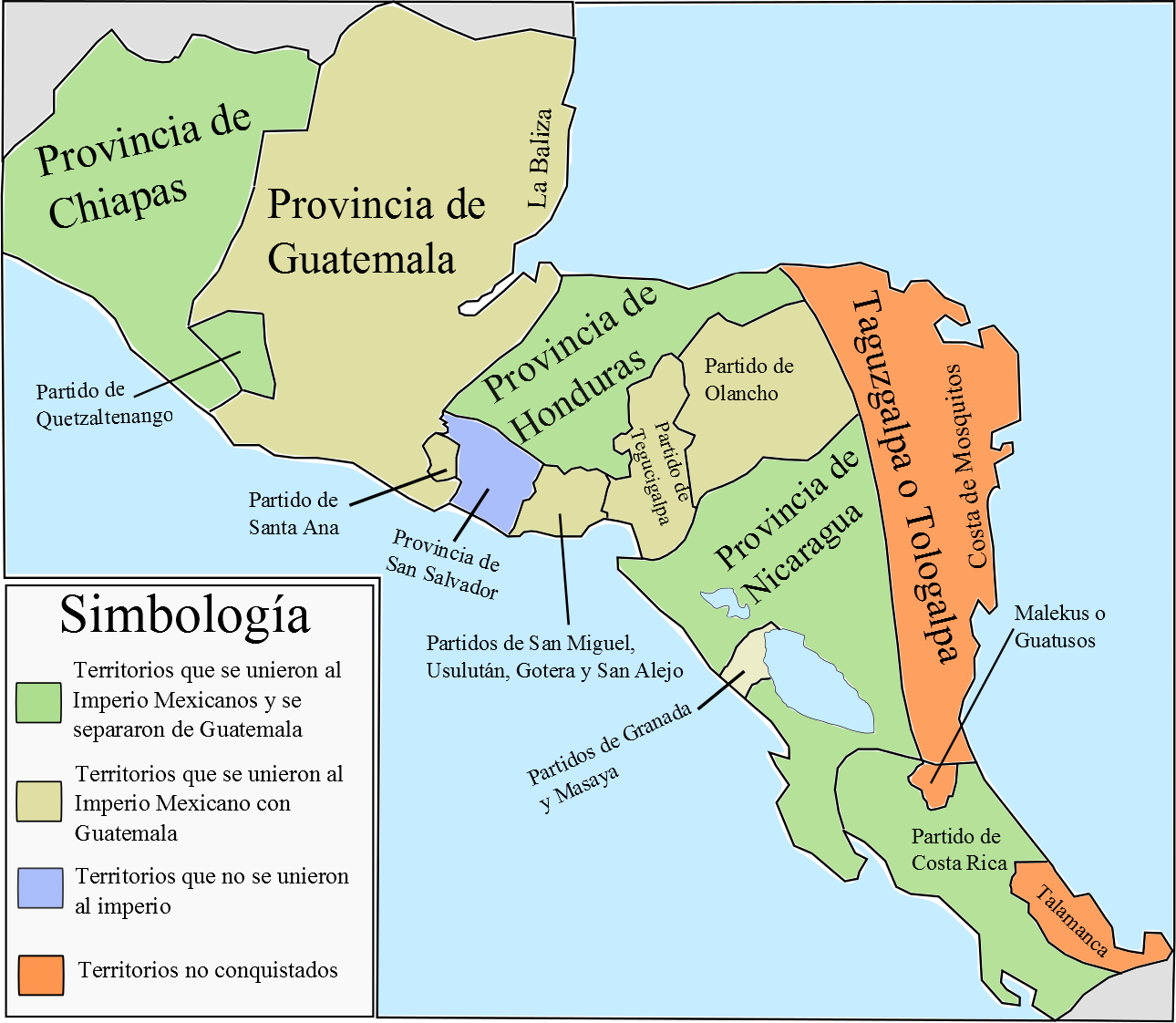
1822
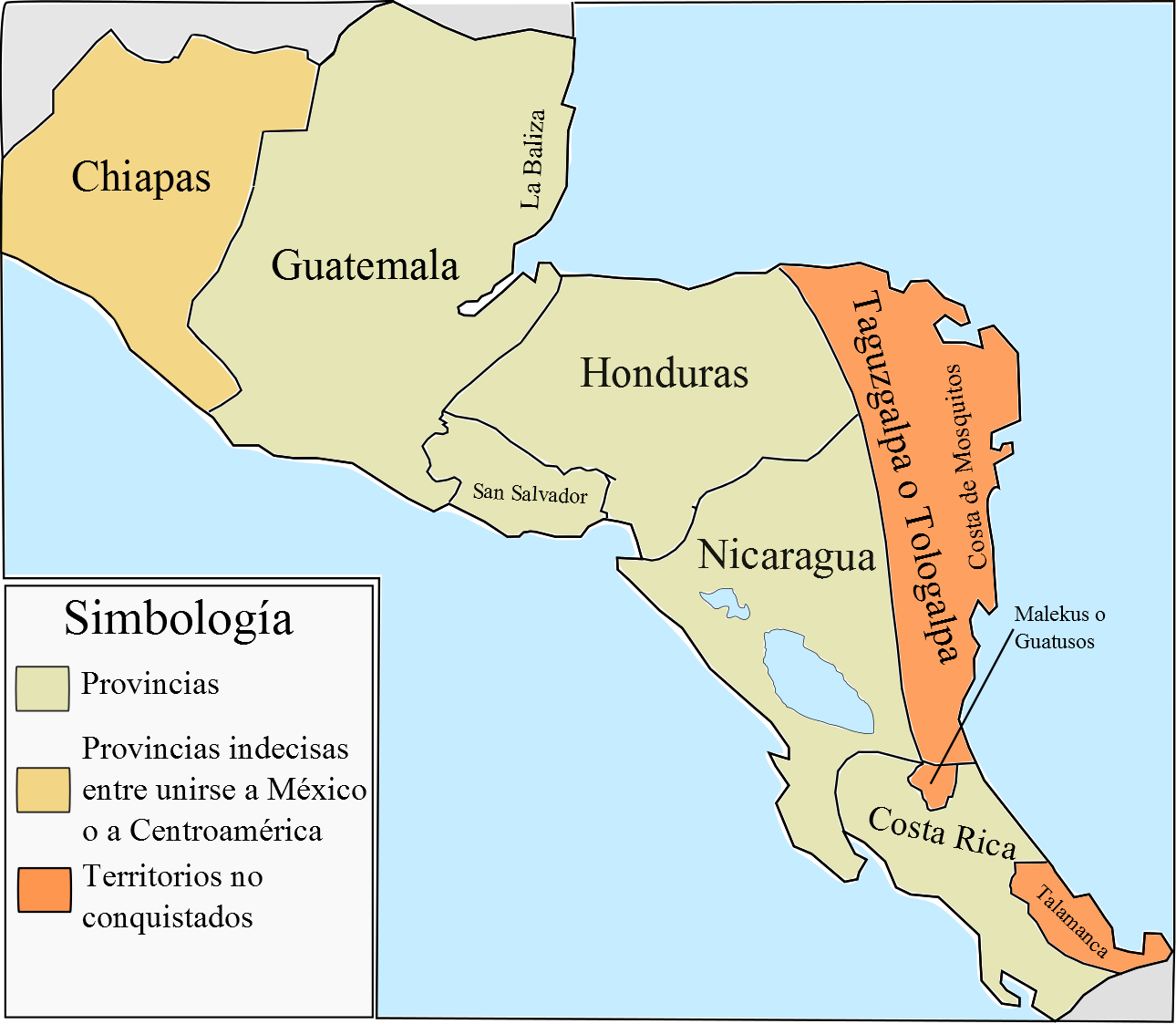
1823
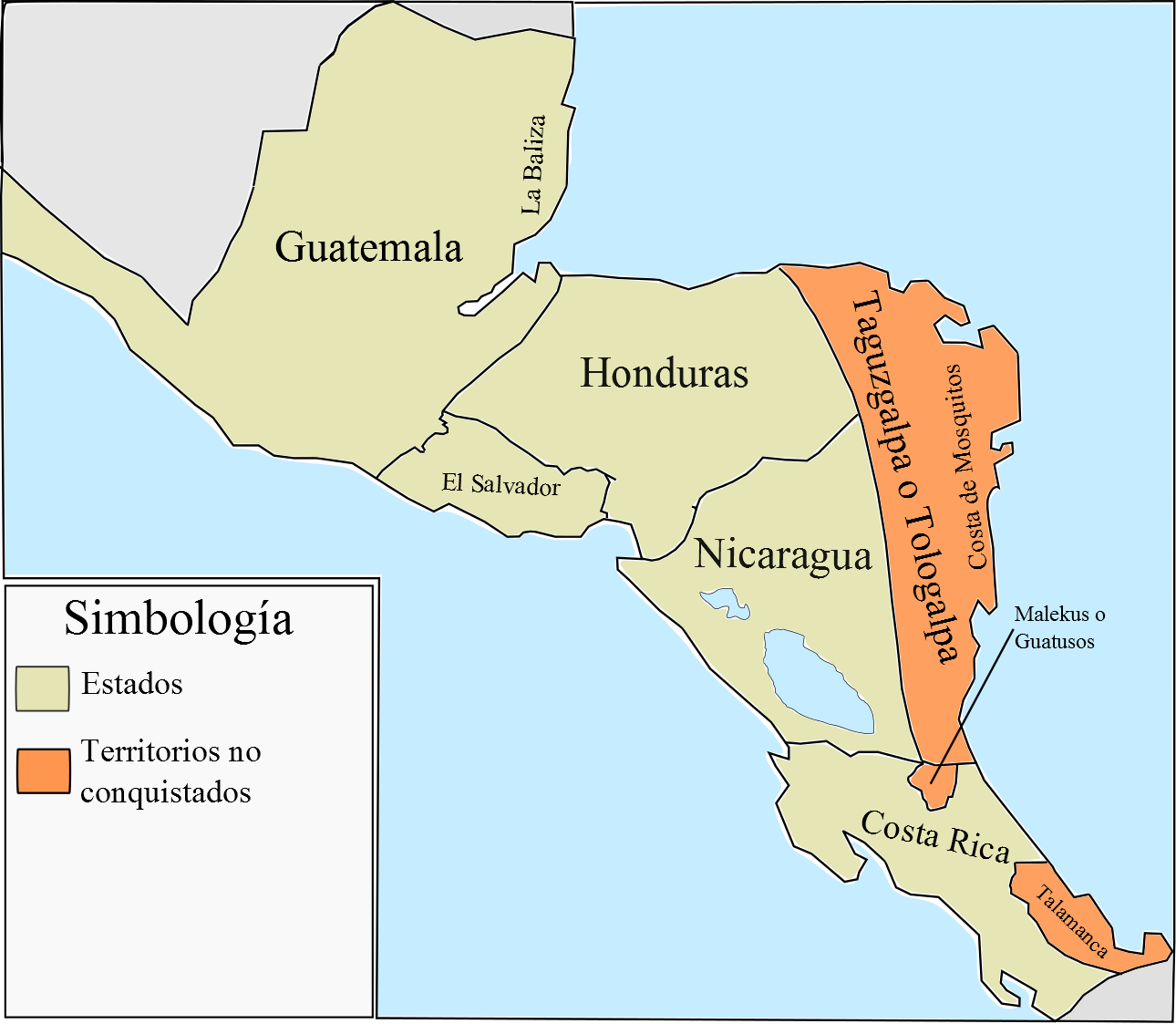
République fédérale d'Amérique centrale, 1826

Après la déclaration d'indépendance, trois choix politiques s'offrent à l'ancienne Capitainerie générale : son rattachement à l'Empire mexicain d'Iturbe, la formation d'un pays fédéral ou l'indépendance complète des différentes municipalités.
Le gouvernement provisoire décide de consulter les municipalités, qui votent toutes le ralliement au Mexique, sauf les communes de San Salvador et de San Miguel.
Le 5 janvier 1822, l'annexion est proclamée, et des troupes mexicaines, menées par le général Vicente Filísola, sont envoyées par Augustin Ier du Mexique pour soumettre l'ancienne Intendance de San Salvador.
Les troupes entrent à San Salvador en février 1823 à la suite de la bataille de Mejicanos, et la région est annexée au Mexique.
Mais en mars 1823 Augustin Ier abdique : Vicente Filísola, fidèle à son empereur et non pas au Mexique, fait convoquer les députés centraméricains.
Le 1er juillet 1823 est déclarée l'indépendance des Provinces Unies d'Amérique centrale vis-à-vis de l'Espagne, du Mexique ou de toute autre nation.
La fédération prend comme nom officiel de République fédérale d'Amérique centrale en 1824.
Le 22 décembre 1823 la commune de Sonsonate et l'Intendance de San Salvador s'accordent pour s'unir, et l'État du Salvador, membre de la République Fédérale d'Amérique centrale, est proclamé le 7 février 1824.
L'assemblée constituante fédérale, présidée par José Matías Delgado, promulgue la première constitution fédérale le 22 novembre 1824.
Mais la fédération connaît de longs affrontements armés entre conservateurs et libéraux.
La constitution du Salvador est promulguée le 22 juin 1824 et l'indépendantiste Juan Manuel Rodríguez est élu chef de l'État du Salvador.

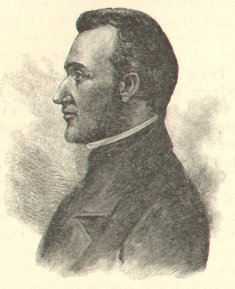
Francisco Morazán Président de la République Fédérale d'Amérique centrale (1830-1834 et 1835-1839) et du Salvador (1839-1840).

En 1830, le conservateur José María Cornejo est élu chef d'État et s'opposa violemment au Président fédéral, issu du parti libéral, Francisco Morazán.
Cornejo va jusqu'à déclarer l'indépendance du Salvador en 1832.
Les troupes fédérales envahissent alors le Salvador, et Cornejo est destitué par Morazan pour mettre à la place le libéral Mariano Ignacio Prado.
Prado instaure un impôt devant être payé par tous les citoyens, mais cela provoque un soulèvement indien mené par Anastasio Aquino à Izalco et San Miguel.
Prado est alors obligé de démissionner en 1833.
Il est remplacé par Joaquín de San Martín, qui déclare l'indépendance du Salvador.
Morazan envahit de nouveau le Salvador, et installe en 1834 la capitale fédérale à San Salvador pour mieux contrôler la région.
San Salvador reste la capitale fédérale jusqu'en 1839 et la fin de la République fédérale.
Le 11 juillet 1839, et sans jamais renoncer au fédéralisme, Morazan devient chef d'État du Salvador.
Les pays voisins jugent que Morazan, en tant que symbole du fédéralisme, était trop dangereux à la tête du Salvador ou d'un autre pays de la région.
Après plusieurs batailles contre les armées honduriennes, nicaraguayennes et guatémaltèques, Morazan démissionne et fuit au Costa Rica en 1840.
Un gouvernement conservateur prend le pouvoir et en février 1841 l'assemblée constituante approuve un décret établissant la séparation entre le Salvador et la République Fédérale d'Amérique centrale et proclamant la République indépendante et souveraine du Salvador.

## Affrontements entre libéraux et conservateurs (1841-1876)
Les trente années suivant l'indépendance sont le théâtre d'une instabilité politique au Salvador due aux affrontements entre libéraux et conservateurs, aux conflits avec les États voisins et au manque de cohésion nationale.
C'est une période de guerre civile quasi permanente entre les deux factions politiques qui font régulièrement appel aux armées des États voisins pour renverser le gouvernement.
Les libéraux promeuvent les libertés individuelles et commerciales, ils sont aussi fédéralistes et laïcs.
Les conservateurs promeuvent les institutions issues du système colonial, l'importance du catholicisme dans la vie politique et luttent contre le fédéralisme.
Les deux mouvements sont menés par des caudillos et possèdent leurs propres armée, qui deviennent l'armée nationale lorsque le mouvement qu'elles appuient passe au pouvoir.
Le premier caudillo au pouvoir du Salvador indépendant est le conservateur Francisco Malespín, il soutient les présidents Norberto Ramírez, Juan Lindo et Juan José Guzmán entre 1840 et 1844 en tant que Commandant des Armées de l'Etat, avant de devenir président en 1844.
Quelques jours après avoir pris le pouvoir, il part envahir le Nicaragua et le libéral Gerardo Barrios prend le pouvoir.
Malgré son retour victorieux, Malespín est destitué par l'assemblée législative en 1845 après que l'armée ne le reconnait plus comme président du Salvador.
Malespín fuit au Honduras puis tente de reprendre le pouvoir en 1846, après avoir levé une armée grâce au Président guatémaltèque Rafael Carrera, mais il est assassiné avant d'arriver à San Salvador.
Entre 1845 et 1851 trois caudillos libéraux sont au pouvoir, mais le président Doroteo Vasconcelos décide de mener une politique hostile au conservateur Rafael Carrera en ne reconnaissant pas son gouvernement et en soutenant les libéraux guatémaltèques.
Il envahit le Guatemala à la tête d'une armée composée de troupes du Salvador et du Honduras, mais, durement battu par Carrera à la bataille de la Arada le 2 février 1851, il démissionne de ses fonctions.
Entre 1851 et 1871, six conservateurs passent au pouvoir.
En 1856, le Salvador participe à la guerre contre William Walker et le Chef des armées salvadoriennes destinées au Nicaragua, Gerardo Barrios, prend le pouvoir en 1859 grâce à son retour victorieux.
Les relations entre Barrios et Rafael Carrera se dégradent rapidementn, et le Guatemala envahit de nouveau le Salvador en 1863.
Le président Francisco Dueñas (déjà président après la première invasion guatémaltèque) et l'assemblée du Salvador sont alors contrôlés de près par Rafael Carrera jusqu'en 1871.
Les libéraux reprennent le pouvoir en 1871 et permettent l'installation d'une république caféière.

## République caféière (1876-1931)

Drapeau actuel du Salvador créé en 1912.

Le café est introduit au Salvador dans les années 1860 pour suppléer à la production d'indigo qui commence à diminuer depuis les années 1850, après que des colorants synthétiques ont été découverts en Europe.
Les années 1880 au Salvador voient l'arrivée d'européens qui s'enrichissent rapidement dans la production de café grâce à leurs connaissances des marchés internationaux et aux lois de 1881 et 1882 qui abrogeent les ejidos et les terres communales au profit des grandes exploitations terriennes.
Cette élite économique prend le pouvoir et met en place une République caféière stable par rapport à la période des caudillos.
Cette élite est connue sous le nom des 14 familles (elles étaient en réalité plus nombreuses mais le nombre 14 représente les 14 départements du pays - chacun censé être contrôlé par une famille) ou de l'oligarchie créole.
Les intérêts particuliers de cette élite sont protégés par la République caféière dont les présidents sont directement nommés par cette élite, c'est ainsi que la famille Meléndez-Quiñonez est au pouvoir entre 1913 et 1927 (par les deux frères Carlos et Jorge Meléndez et leur beau-frère Alfonso Quiñónez Molina) et 42 des 70 sièges de l'assemblée nationale sont détenus par des grands propriétaires fonciers.
Durant cette période, l'État salvadorien et l'idée d'une nation salvadorienne s'imposent: le drapeau salvadorien actuel est adopté et une armée nationale remplace les milices des caudillos.

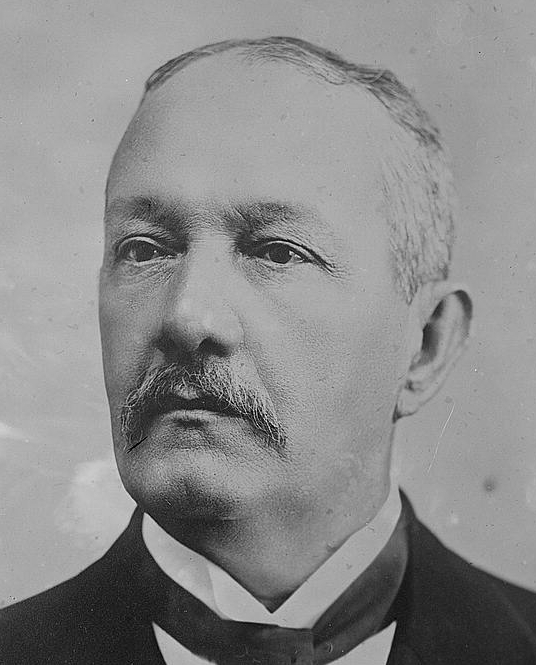
Carlos Meléndez 1913-1914 1915-1918
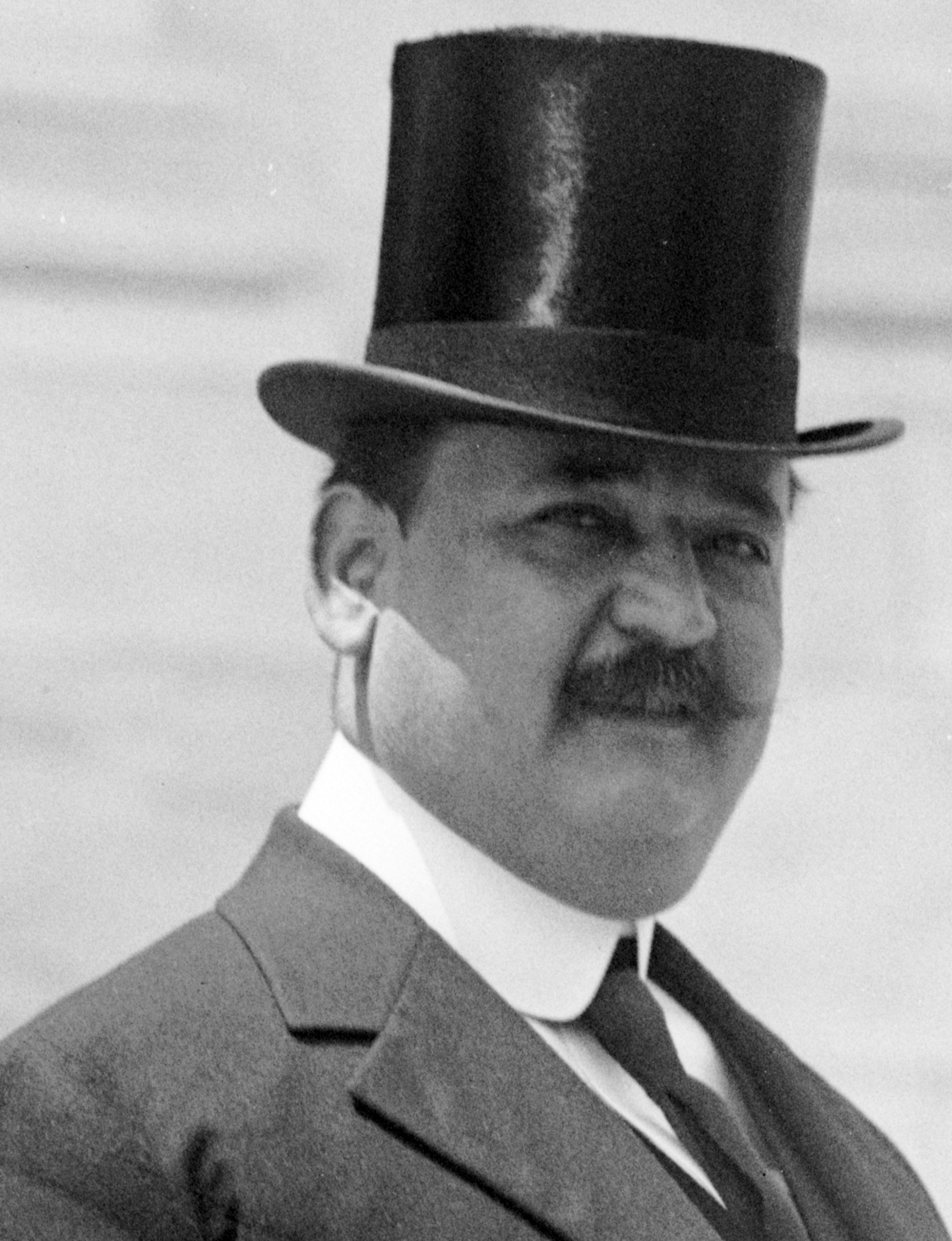
Alfonso Quiñónez Molina 1918-1919 1923-1927
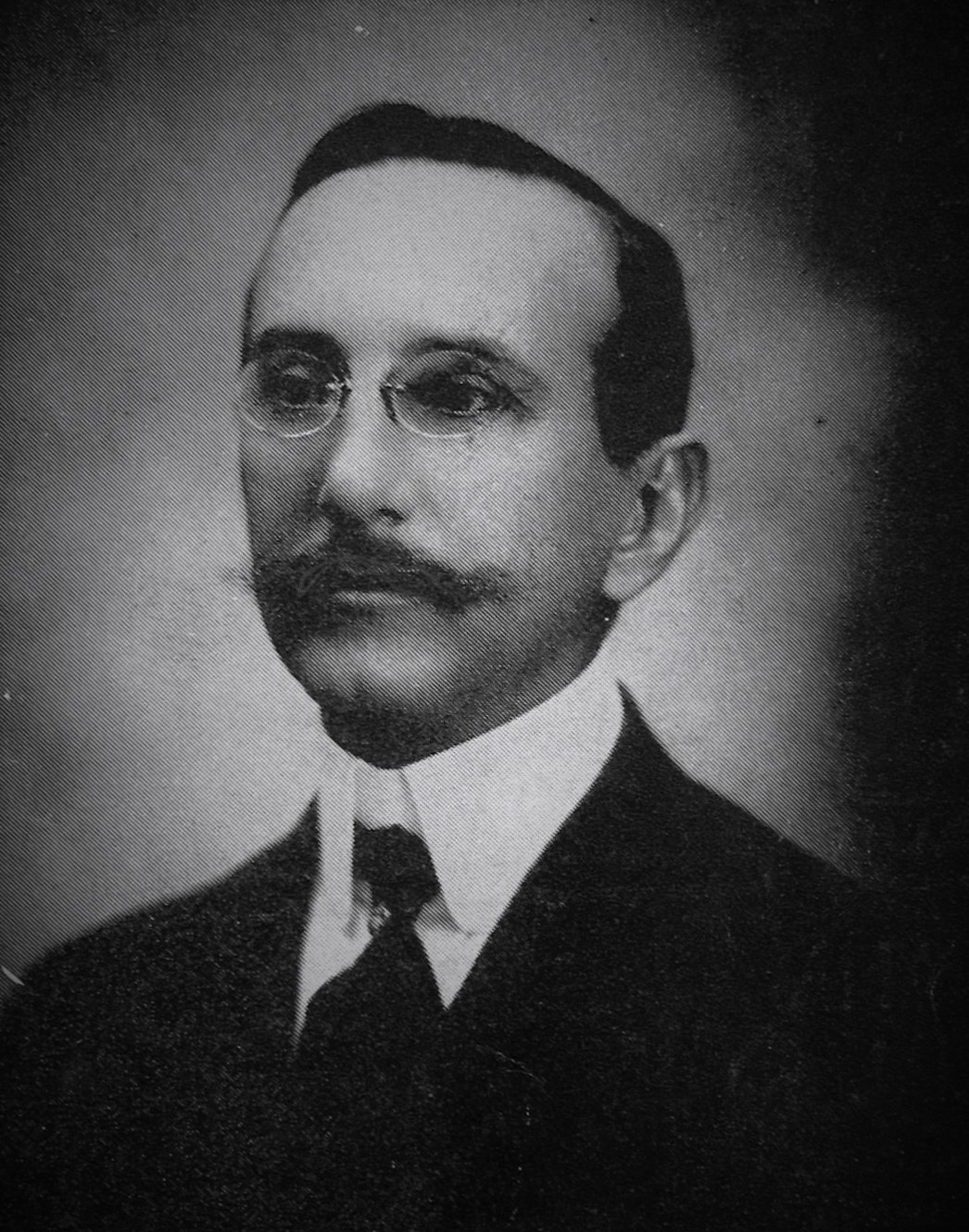
Jorge Meléndez Ramírez 1919-1923
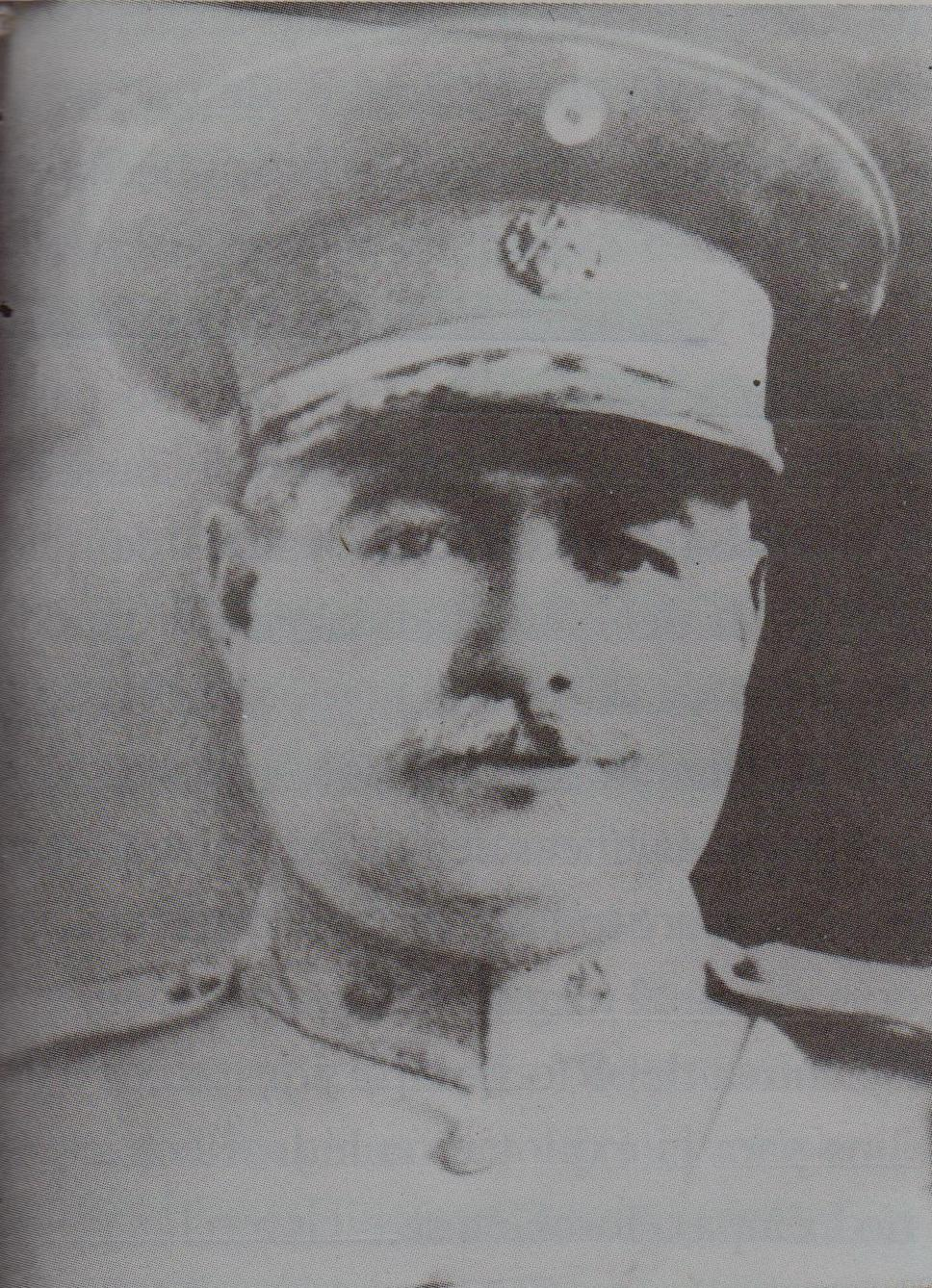
Andrés Ignacio Menéndez 1934-1935 1944
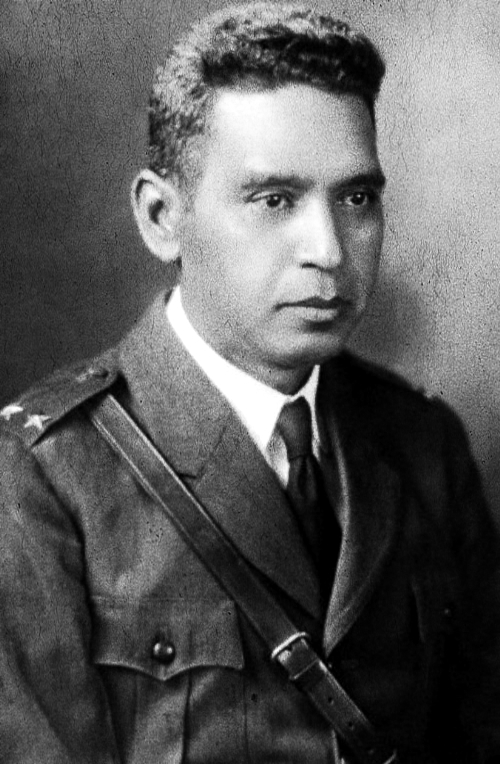
Maximiliano Hernández Martínez 1931-1934 1935-1944

## Soulèvement paysan (1932)
- Massacre des paysans salvadoriens de 1932

Après la Dynastie Meléndez-Quiñonez, Pío Romero Bosque devient Président de la République et mène des réformes agraires en faveur des grands propriétaires terriens.
Mais avec le krach de 1929 et la chute du prix du café, le Salvador connait une crise économique et sociale importante, Romero Bosque est obligé d’organiser une élection présidentielle libre, et abandonne le pouvoir au profit du travailliste Arturo Araujo en mars 1931.
Celui-ci, influencé par les idées sociale-démocrates du parti travailliste anglais, développe la vie démocratique du pays : le Parti Communiste Salvadorien (PCS) est fondé et reconnu par les autorités et la liberté de la presse est admise.
Même si Araujo ne modifie pas les réformes agraires, l’oligarchie salvadorienne organise un coup d’État en décembre 1931. Le Général Maximiliano Hernández Martínez (1882-1966) est alors désigné comme Président de la République, il prend ses fonctions le 2 décembre 1931 pour les abandonner le 9 mai 1944.
Depuis les années 1920, la région occidentale du pays fait face à des soulèvements sporadiques de paysans, très majoritairement indiens.
Face à une forte répression militaire contre ces petites insurrections locales et désorganisées, le mouvement paysan s’organise pour définir un objectif commun, mais sans système hiérarchique.
Parallèlement à ces révoltes, le Parti Communiste Salvadorien, dirigé par Agustin Farabundo Marti, est très actif et profite de la liberté de la presse pour diffuser ses idées dans les milieux les plus défavorisés de la société.
Ainsi, sans un programme clairement défini, le PCS décide de participer aux élections municipales de janvier 1932 (pour lesquels on devait déclarer aux autorités son intention de vote avant de pouvoir s’inscrire sur les listes électorales).
À la suite des résultats défavorables, le mouvement communiste dénonce des élections frauduleuses et abandonne la voix électorale pour planifier un soulèvement à la fin du mois de janvier 1932.

Zone du soulèvement.

Le 22 janvier 1932 des milliers de paysans armés de machettes attaquent les fermes des grands propriétaires terriens et des casernes militaires, prenant ainsi le contrôle de villages de Juayuva, Nahuizalco et Izalco.
Le bilan de ce premier jour de soulèvement est estimé à 20 civils (propriétaires terriens et maires de village) et 30 militaires tués ainsi que plusieurs viols.
La réponse des autorités est immédiate : le président Maximiliano Hernandez Martinez ordonne l’exécution de toute personne se rebellant contre le régime.
La propagande définit la révolte comme un soulèvement communiste et monte en épingle les cas de viols et de dégradation des propriétés privées.
Selon des témoignages, toute personne portant une machette ou des vêtements indiens et tous ceux à origines indiennes marquées est jugée comme subversive et coupable.
Dans le village d’Izalco, toutes les personnes n’ayant pas participé à la révolte sont invitées à se faire enregistrer pour se voir délivrer des documents assurant leur innocence : une nouvelle fois, ceux ayant des traits indiens sont arrêtés, fusillés et enterrés dans des fosses communes (le même sort est réservé à leur famille).
Dix jours après le soulèvement, deux bateaux de guerre britanniques et un américain jettent l’ancre dans le port d’Acajutla pour protéger leurs ressortissants et leurs intérêts nationaux et proposent leur aide à Martinez.
Celui-ci leur envoie un télégramme leur assurant que la situation est sous contrôle, « l’offensive communiste » ayant été stoppée et bientôt exterminée et que déjà 4 800 « bolcheviques » ont été tués.
Le 1er février 1932, Agustin Farabundo Marti et les autres dirigeants communistes sont exécutés à la suite d'un conseil de guerre.

### Conséquences du soulèvement
La détermination de faits historiques est encore aujourd’hui très difficile car ce soulèvement a toujours des répercussions politiques.
Le parti conservateur ARENA se tient encore à la version officielle de l’époque (une révolte purement communiste) et lance chaque campagne électorale à partir du village d’Izalco avec comme hymne du parti « Le Salvador sera la tombe où les rouges tomberont ».
Le parti issu de la guérilla d’extrême-gauche, le FMLN, considère cet évènement comme une répression au mouvement communiste mais aussi comme un génocide à l’encontre des indiens mené par un régime fasciste et dont ARENA en est l’héritier.
Ainsi, le nombre de morts lors du soulèvement et de la répression est encore inconnu, alors que certains parlent de moins de 10 000 morts, d’autres les estiment jusqu’à 40 000 (des études historiques plus neutres penchent pour 25 000 morts), et la coordination entre une tentative de coup d’État du PCS et un soulèvement spontané des paysans n’est toujours pas confirmée ou infirmée.
Il a cependant été annoncé en 2007 qu’une commission sera créée pour éclaircir ces zones d’ombre.
Quoi qu’il en soit, la répression de ce soulèvement a eu comme résultat une assimilation rapide et forcée au mode de vie occidental des indiens survivants pour éviter une autre tuerie.
Aujourd’hui, la langue nahuatl, les traditions (fête, vêtement, etc.) et le système cacique (non reconnu officiellement avant 1932, mais structurant encore la société indienne) ont complètement ou quasiment disparu du pays.
Le Salvador est ainsi le pays du nord de l’Amérique centrale (région où la population précolombienne était très forte) où la population indienne est la plus faible.

## Autoritarisme militaire (1931-1979)
Le Général Maximiliano Hernandez Martínez mène pendant treize ans une politique dictatoriale fascisante.
Attiré par les succès de l'Italie de Mussolini et de l'Allemagne nazie dans les années 1930, il ne s'aligne avec les Alliés que sous la pression des États-Unis et déclare la guerre au Japon en 1941 et à l'Allemagne en 1942.
Obligé par les Alliés de libéraliser le pays en autorisant des associations de travailleurs et d'étudiants, la dictature est peu à peu fragilisée et la grève générale de 1944 fait tomber Martínez qui ne peut trouver d'excuses pour réprimer le mouvement, pacifiste.
Après la fuite de Maximiliano Hernandez Martínez au Guatemala en mai 1944, le Général Andrés Ignacio Menéndez prend le pouvoir grâce à l'appui de l'élite économique et de l'armée.
Mais ces derniers le lâchent cinq mois plus tard car ils veulent organiser des élections libres.
Une élection présidentielle a lieu en 1945 et l'opposition déclare la victoire de son candidat, mais l'armée met au pouvoir le Général Salvador Castaneda Castro qui poursuit la politique dictatoriale de Martínez.
Le 14 novembre 1948, un coup d'État mené par la branche rénovatrice de l'armée met en place le Conseil de Gouvernement Révolutionnaire.
En 1950 une nouvelle constitution est rédigée et le nouveau parti officiel, le PRUD (Parti Révolutionnaire d'Unification Nationale), est créé.
Entre 1950 et 1960 les deux présidents militaires issus du PRUD mènent une politique d'inspiration sociale-démocrate en créant une sécurité sociale, en industrialisant le pays et en construisant de grandes infrastructures routières et des barrages hydrauliques.
Le PRUD peut mener cette politique grâce aux prix du café hauts durant la décennie et à la nouvelle culture de coton.
Lorsque les prix du café commencent à chuter, le gouvernement du PRUD se trouve fragilisé pour être finalement renversé en 1960.
La nouvelle constitution promulguée en 1962 interdit les doctrines anarchistes et contraires à la démocratie, cela permet au nouveau parti officiel, le PCN (Parti de Conciliation Nationale), d'interdire le parti communiste salvadorien et les autres mouvements de gauche.
Le Salvador adhère à l'Alliance for Progress, un programme américain d'aide au développement pour les pays d'Amérique latine et cherchant à lutter contre l'influence de Fidel Castro, ce qui permet de financer de grands projets d'infrastructures (routes, aéroport international, port, hôpital, etc.).
Dans le même temps, et toujours avec l'appui américain, des groupes paramilitaires dirigés par l'Organisation Démocratique Nationaliste (ORDEN - soit ordre en espagnol) sont créés pour lutter contre les mouvements de gauche.
En juillet 1969, le Salvador envahit le Honduras durant la courte guerre du Football.
Durant les années 1970, la situation politique commence à se démêler.
L’élection présidentielle de 1972, les opposant au régime militaire s'unissent derrière José Napoleón Duarte, le chef du Parti Démocratique Chrétien (PDC).
Au milieu de la fraude, le mouvement de Duarte, largement basé sur la réforme, est battu.
À la suite, protestations et attentats se multiplient et Duarte s'exile.
Ces événements érodent l'espoir de réforme à travers la voie démocratique et persuadent donc ceux qui s'opposaient au gouvernement que l'insurrection armée reste la seule solution pour parvenir au changement.
- Autoritarisme militaire au Salvador (1930-1970)

### Galerie présidentielle partielle

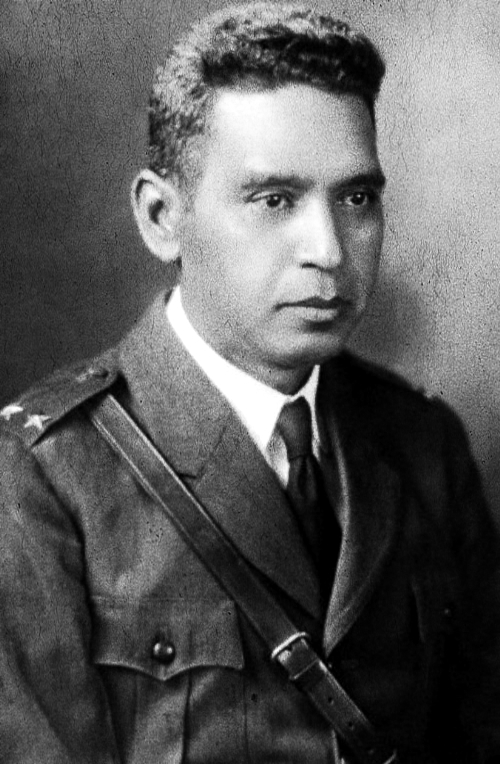
Maximiliano Hernández Martínez 1931-1934 1935-1944
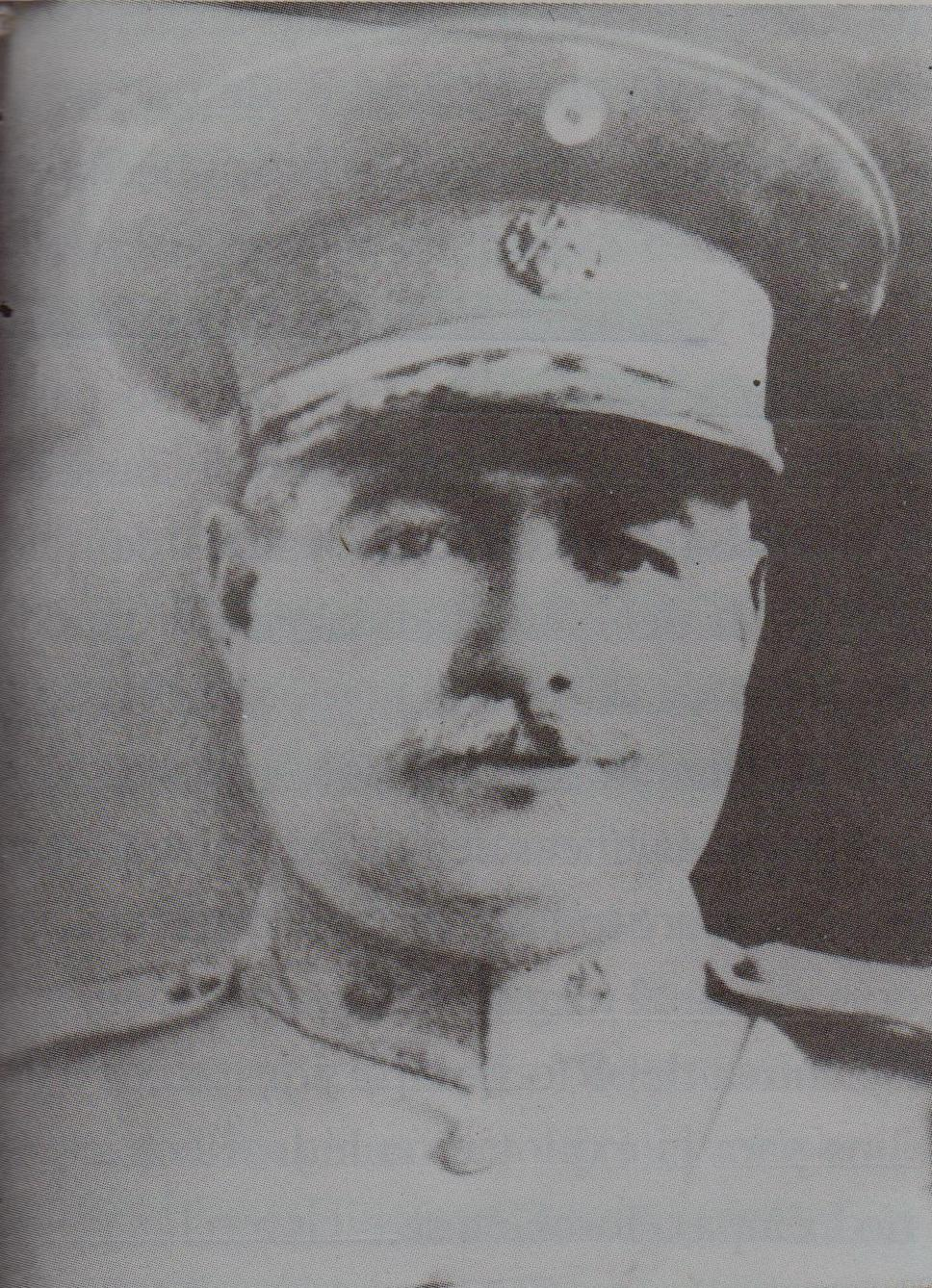
Andrés Ignacio Menéndez 1934-1935 1944
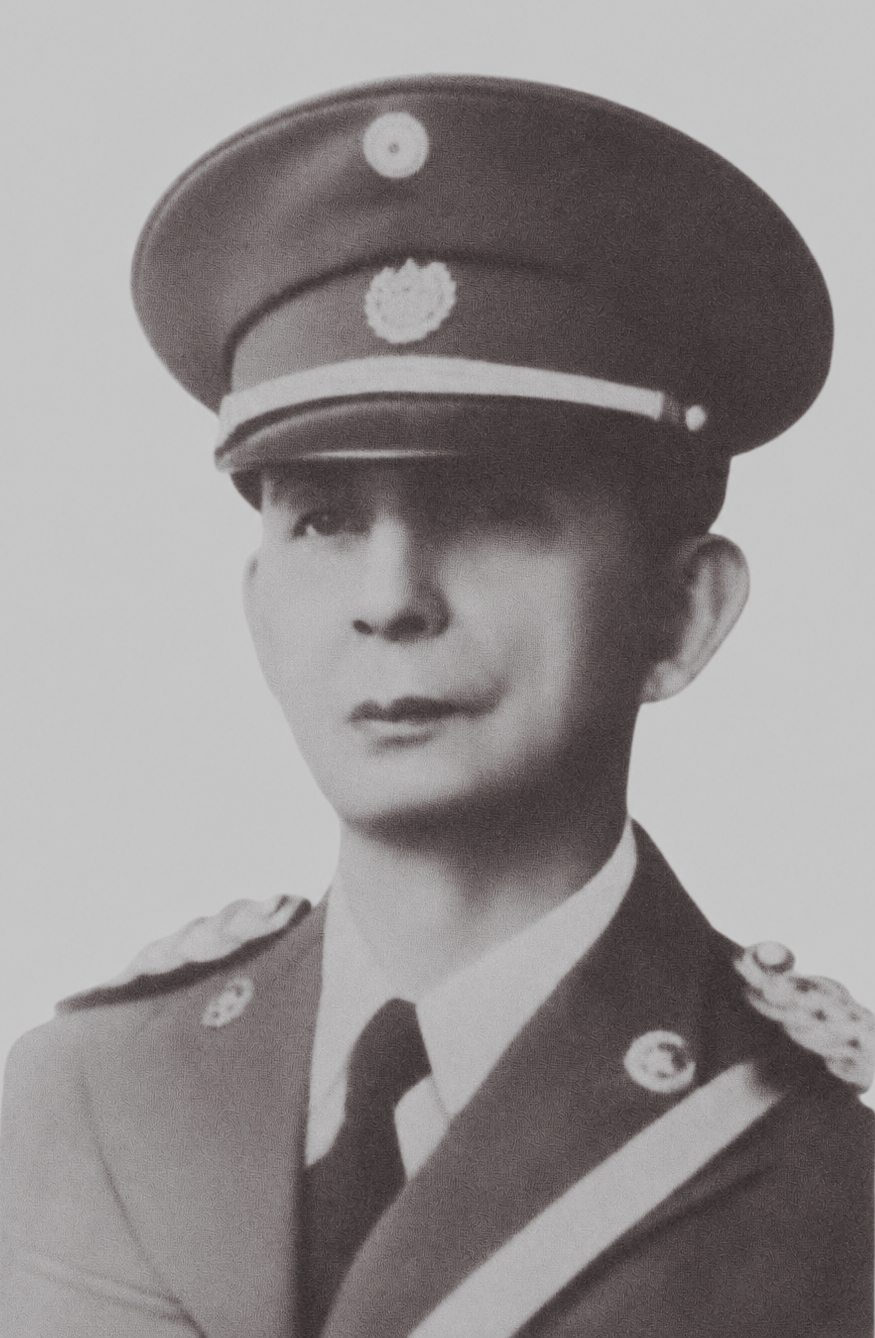
Osmín Aguirre 1944-1945

Salvador Castaneda Castro 1945-1948
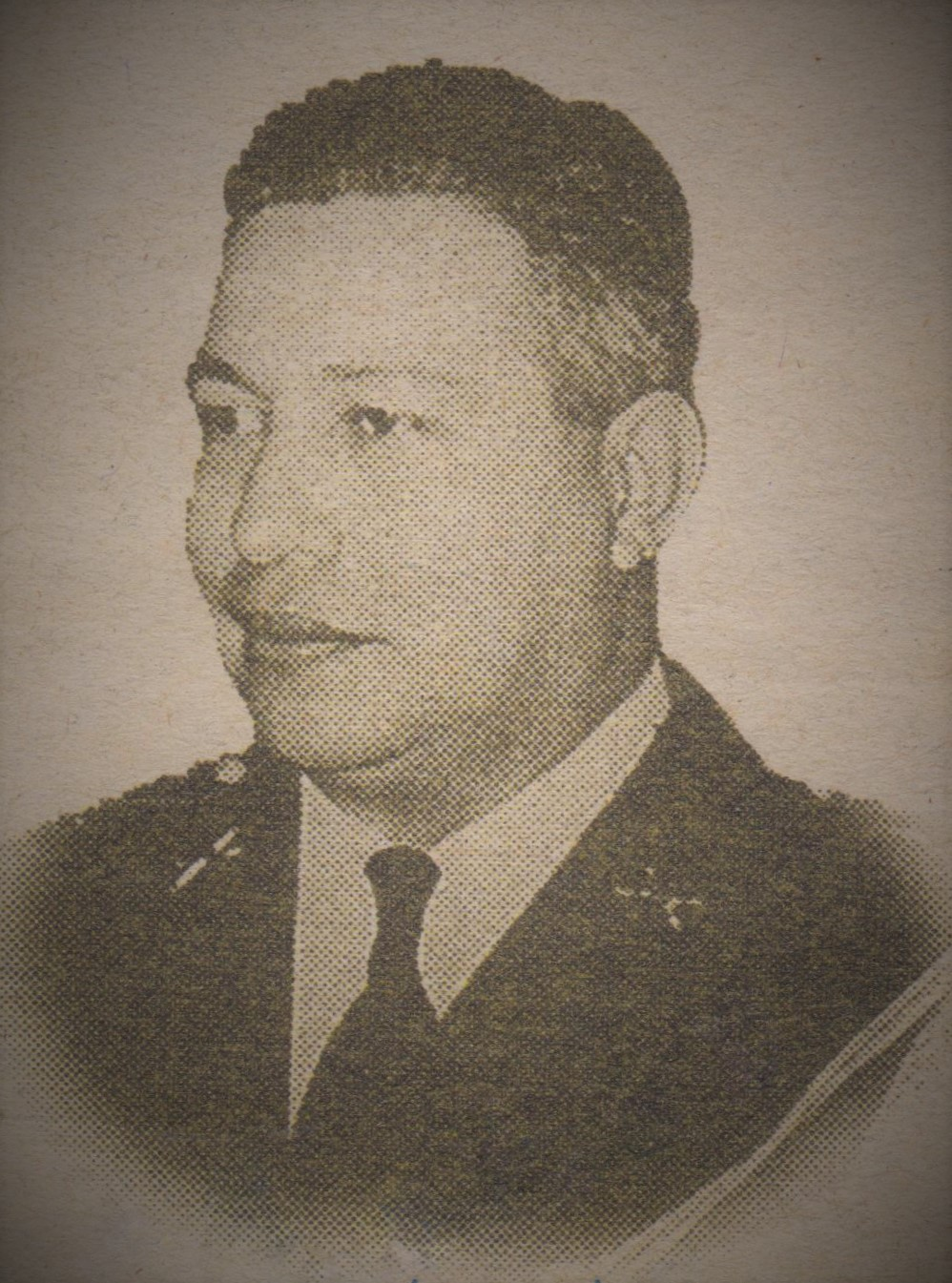
Óscar Osorio 1948-1956
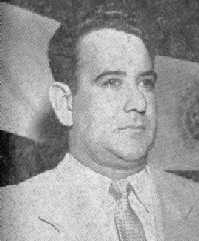
José María Lemus 1956-1960

## Guerre civile (1979-1992)
Par conséquent, les groupes de gauche dopés par le mécontentement social gagnent en force. En 1979, la guérilla éclate dans les villes et les campagnes, débutant ainsi 12 années de guerre civile. Un cycle de violence s'installe, des escadrons de la mort d'extrême-droite font des milliers de victimes. La Force Armée Salvadorienne (ESAF) s'engage également dans la répression et les massacres aveugles.
Le 15 octobre 1979, un groupe d'officiers militaires et de dirigeants civils évincent le gouvernement de droite du général Carlos Humberto Romero (1977–1979) et forment une junte. Duarte, le chef du PDC, joint la junte en mars 1980, prenant la tête du gouvernement provisoire jusqu'aux élections de mars 1982. Dans le souci de donner une image plus modérée, la junte lance un programme de réforme du pays et nationalisa les banques et le marché du café et du sucre.
Cependant, au même moment, la junte autorise des membres des « escadrons de la mort », groupes paramilitaires possédant de forts liens avec l'armée, à mener une campagne de terreur contre les dissidents politiques.
Les escadrons de la mort exécutent alors plusieurs meurtres de hautes personnalités.
Ainsi l'archevêque Óscar Romero, engagé aux côtés des paysans dans la lutte politique, est assassiné par des membres des escadrons de la mort salvadoriens en 1980 dans la chapelle de l'hôpital la providence de San Salvador après avoir publiquement pressé le gouvernement américain de ne pas fournir une aide militaire au gouvernement salvadorien.
Quatre religieuses sont également violées et tuées à cette même occasion.
Le successeur d'Óscar Romero, Arturo Rivera y Damas, déclare alors : « Les pays étrangers, dans leur désir d'hégémonie mondiale, fournissent les armes. Le peuple salvadorien fournit les morts. » Ce sont plusieurs milliers de salvadoriens qui furent assassinés par les escadrons de la mort. En mai 1980, environ six cents personnes, pour la plupart des femmes et des enfants, sont noyées ou abattues par balles par l'armée salvadorienne en tentant de franchir le fleuve Sumpul pour se réfugier au Honduras. Lors du massacre d'El Mozote (en) en décembre 1981, l'armée exécute un millier de civils, dont plus de la moitié étaient des enfants.
Les États-Unis sont favorables à l’anéantissement du mouvement rebelle, plus particulièrement après l'arrivée de Ronald Reagan à la Maison Blanche. Washington forme, arme, finance l’armée salvadorienne, dont le bataillon Atlacatl, une unité d’élite entraînée à la contre-insurrection par les soldats américains.
Pendant cette période, les partis politiques sont de nouveau autorisés à fonctionner. Le 28 mars 1982, les salvadoriens désignent une nouvelle assemblée constituante. Après les élections, l'autorité est transférée à Álvaro Magaña Borja, président provisoire choisi par l'assemblée. La constitution de 1983, rédigée par l'assemblée, renforce nettement les droits individuels, établit un garde-fou contre les détentions provisoires et les perquisitions excessives, établit également une forme républicaine et pluraliste de gouvernement.
Elle renforce, aussi, la branche législative et l'indépendance judiciaire.
Elle codifie le code du travail, particulièrement pour les ouvriers agricoles.
Cependant, en dépit de ces réformes symboliques, dans la pratique, les Droits de l'homme, ratifiés par le Salvador, continuent d'être bafoués par la campagne de terreur instituée par les brigades de la mort.
De cette manière, les changements ne satisfont pas les mouvements de guérilla, qui se sont unifiés sous le nom de Front Farabundo Martí de libération nationale (FMLN).
Duarte remporte les élections face au candidat de la droite Roberto D'Aubuisson de l'Alliance républicaine nationaliste (ARENA) avec 54 % des voix et devint ainsi le premier président du Salvador librement élu en plus de 50 ans.
Craignant une victoire de d'Aubuisson, la CIA utilise environ 2 millions de dollars pour soutenir la candidature de Duarte.
D'Aubuisson avec son parti ARENA entretient d'étroits liens avec les brigades de la mort, et est décrit comme un « tueur pathologique » par l'ancien ambassadeur américain Robert White.
En 1989, Alfredo Cristiani, membre de l'ARENA, remporte l’élection présidentielle avec 54 % des voix.
Son investiture le 1er juin 1989 représente la première passation pacifique du pouvoir d'un dirigeant civil librement élu à un autre.
En 1986, la Commission Salvadorienne des Droits de l'Homme publie un rapport de 165 pages sur la prison de Mariona.
Le rapport révèle l'usage courant d'au moins 40 pratiques de torture sur les prisonniers politiques.
Des militaires américains auraient supervisé ces actes.
Le 26 octobre 1987, Herbert Ernesto Anaya, chef de la Commission Salvadorienne des Droits de l'Homme, est assassiné.
En dépit des controverses concernant la répression et la brutalité des Forces Armées Salvadoriennes, les États-Unis continuent d'apporter de l'aide au Salvador, ce qui vaut à Reagan les critiques de Brzezinski, pourtant guère conciliant avec le FMLN,.
Pourtant, la situation chaotique du pays ne s'améliore guère.

## Fin de la guerre civile (1989-1992)
Les États-Unis stoppèrent l’aide militaire fournie au Salvador, à la suite de la multiplication des pressions internes s’opposant à la poursuite cette aide par le gouvernement de George H. W. Bush. Consécutivement le gouvernement salvadorien fut forcé d’adopter une approche différente face à l’insurrection. Lors de son investiture en juin 1989, le président Cristiani appela à un dialogue direct dans le but de mettre fin à la décennie de conflits entre le gouvernement et les guérilleros. Un processus de dialogue mettant en place des réunions mensuelles entre les deux camps, fut lancé en septembre 1989, il dura jusqu'à ce que le FMLN lance une offensive sanglante et dans tout le pays en novembre de la même année.
Début 1990, suivant une demande des présidents d’Amérique centrale, les Nations unies firent l’effort d’engager des médiations directes entre les deux camps. Après une année de peu de progrès, le gouvernement et le FMLN acceptèrent une invitation du Secrétariat Général de l’ONU pour une rencontre à New York. Le 25 septembre 1991, les deux camps signèrent l’Acte de New York. Qui lança un processus de négociation en créant le Comité pour la Consolidation de la Paix (COPAZ), constitué de représentants du gouvernement, du FMLN, et de partis politiques, avec des observateurs de l’ONU et de l’Église catholique. Le 31 décembre, le gouvernement et le FMLN ébauchèrent un accord de paix sous les auspices du Secrétaire général de l’ONU Javier Pérez de Cuéllar. Les accords finaux, appelés les Accords de paix de Chapultepec, furent signés à Mexico le 16 janvier 1992. Un cessez-le-feu de 9 mois prit effet le 1er février 1992 et ne fut jamais rompu.
Une cérémonie, le 15 décembre 1992, marqua la fin officielle des conflits, concordant avec la démobilisation des dernières structures militaires du FMLN et la suppression du statut de parti politique du FMLN. En juillet 2002, un jury détermina que les deux anciens ministres salvadoriens de la défense, José Guillermo García et Carlos Eugenio Vides Casanova étaient responsables des tortures pratiquées sur trois hommes par les escouades de la mort dans les années 1980. Les victimes poursuivirent les anciens commandants grâce à une loi américaine permettant de telles poursuites. Ces commandants furent condamnés à payer 54,6 millions de dollars aux victimes.

## Depuis 1992
Le Salvador se bat pour se sortir de la violence des gangs, perpétrée par des groupes tels que Mara Salvatrucha et le Gang de la 18e Rue. La violence est exacerbée par d'importants troubles sociaux, la dévastation économique due à la guerre civile, la disparition des structures familiales et sociales, et la présence de réfugiés, qui se tournent vers les gangs. Réfugiés qui reviennent dans leur pays depuis les États-Unis ou qui ont été déportés au Salvador après 1996.
Le président Armando Calderón Sol (1948-2017) adopte en 1995 un plan de réformes économiques qui prévoit la levée du contrôle des changes, l'instauration d'une monnaie convertible, la réduction des tarifs douaniers et la cession de certaines entreprises publiques. L'année suivante, la peine de mort est rétablie et les peines de prison alourdies afin de combattre la délinquance. Francisco Flores, le candidat du parti au pouvoir ARENA (Alliance républicaine nationaliste, droite) remporte l'élection présidentielle en 1999 et poursuit une politique de rigueur dont les conséquences sur les franges les plus pauvres de la population provoquent de nombreuses manifestations. Le pays est frappé en 2001 par deux séismes qui font un millier de morts (accusé d’avoir détourné 15 millions de dollars d'aides internationales, Francisco Flores décédera en 2016 avant la tenue de son procès). La dollarisation de l'économie, engagée en 2001, s'étend en 2003 à la totalité de la monnaie et des avoirs financiers du pays. Sur les questions de politique internationales, le Salvador est aligné sur les États-Unis et envoie en 2003 quelques centaines de soldats participer à l'occupation de l'Irak. Antonio Saca (1965-), également membre de l'ARENA, est élu président en 2004 et poursuit la politique économique de ses prédécesseurs. L'accord de libre-échange entre les pays d'Amérique centrale et les États-Unis (CAFTA) entre en vigueur en 2006.
En 2004 le Salvador lança un projet appelé Mano Dura, qui consiste en un strict contrôle des gangs tel le Mara Salvatrucha. Ce projet a paradoxalement entraîné une augmentation du taux de criminalité en exacerbant la fracture sociale et ne s'attaquant pas à l'exclusion. De plus, la lutte contre les gangs a servi de prétexte pour faire passer de nombreuses mesures à caractère autoritaire. Le comportement des autorités, en particulier face aux accusés, pose des questions de respect des Droits de l’Homme. Aux élections présidentielles de 2009, les Salvadoriens élisent le candidat soutenu par le FMLN, un ancien journaliste, Mauricio Funes (1959-) comme président et Salvador Sánchez Cerén comme vice-président. C'est la première fois qu'un président de gauche gouverne le pays. Les deux hommes prennent leur fonction le 1er juin 2009.
Lui succède à la présidence de la République Salvador Sánchez Cerén (1944-) membre du FMLN, qui dirige le jusqu'en 2018, puis Nayib Bukele (1981-), membre du même parti jusqu'en 2017, puis de la Grande alliance pour l'unité nationale, un parti de centre-droit.

### Galerie présidentielle

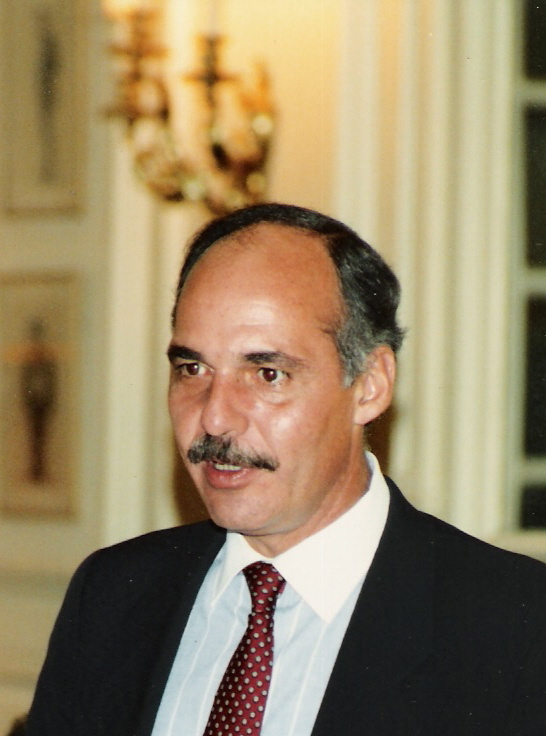
Alfredo Cristiani 1989-1994
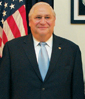
Armando Calderón Sol 1994-1999
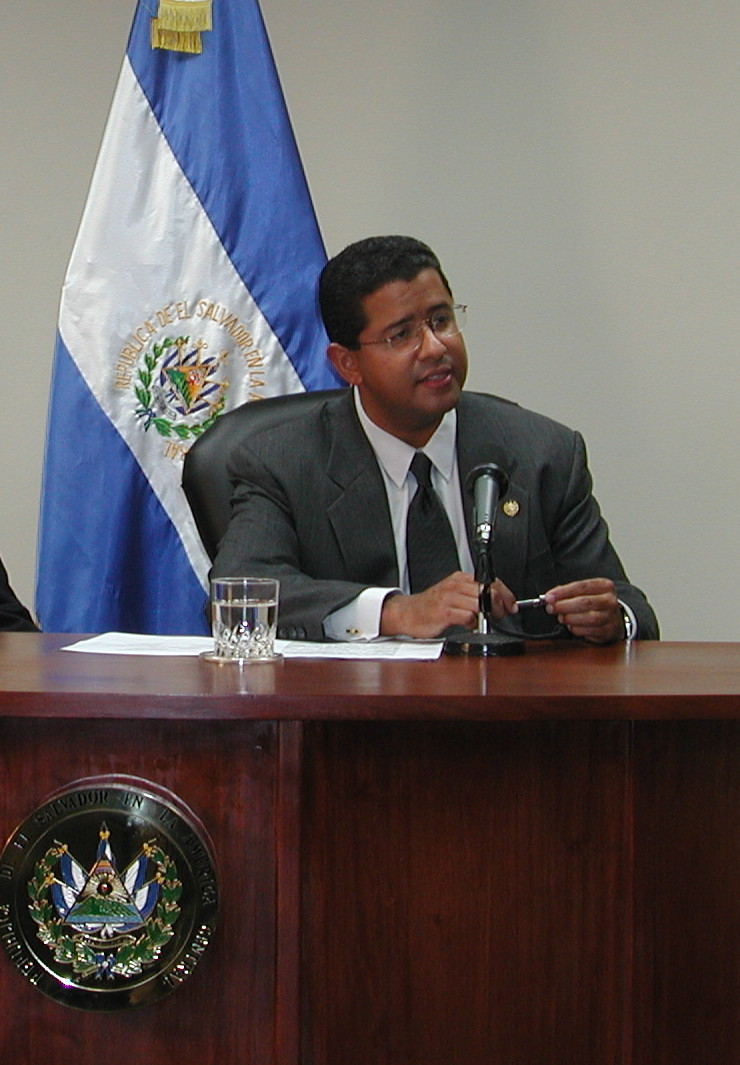
Francisco Flores 1999-2004
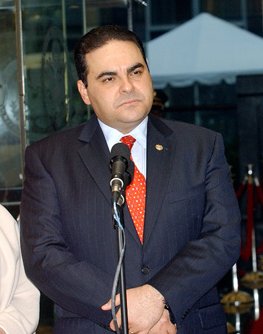
Antonio Saca 2004-2009
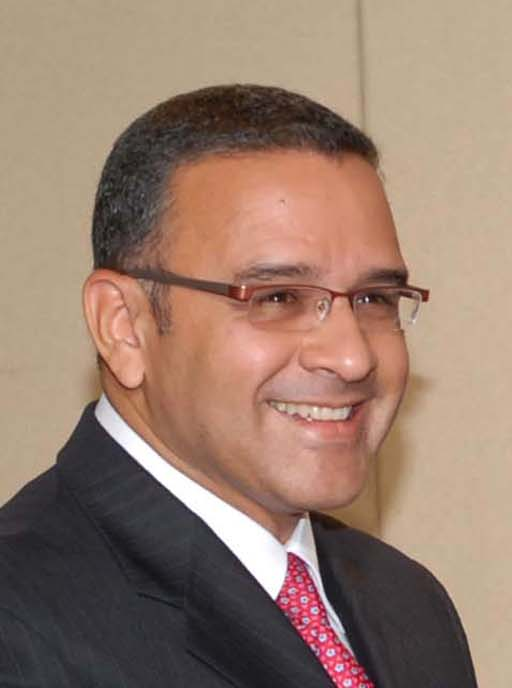
Mauricio Funes 2009-2014
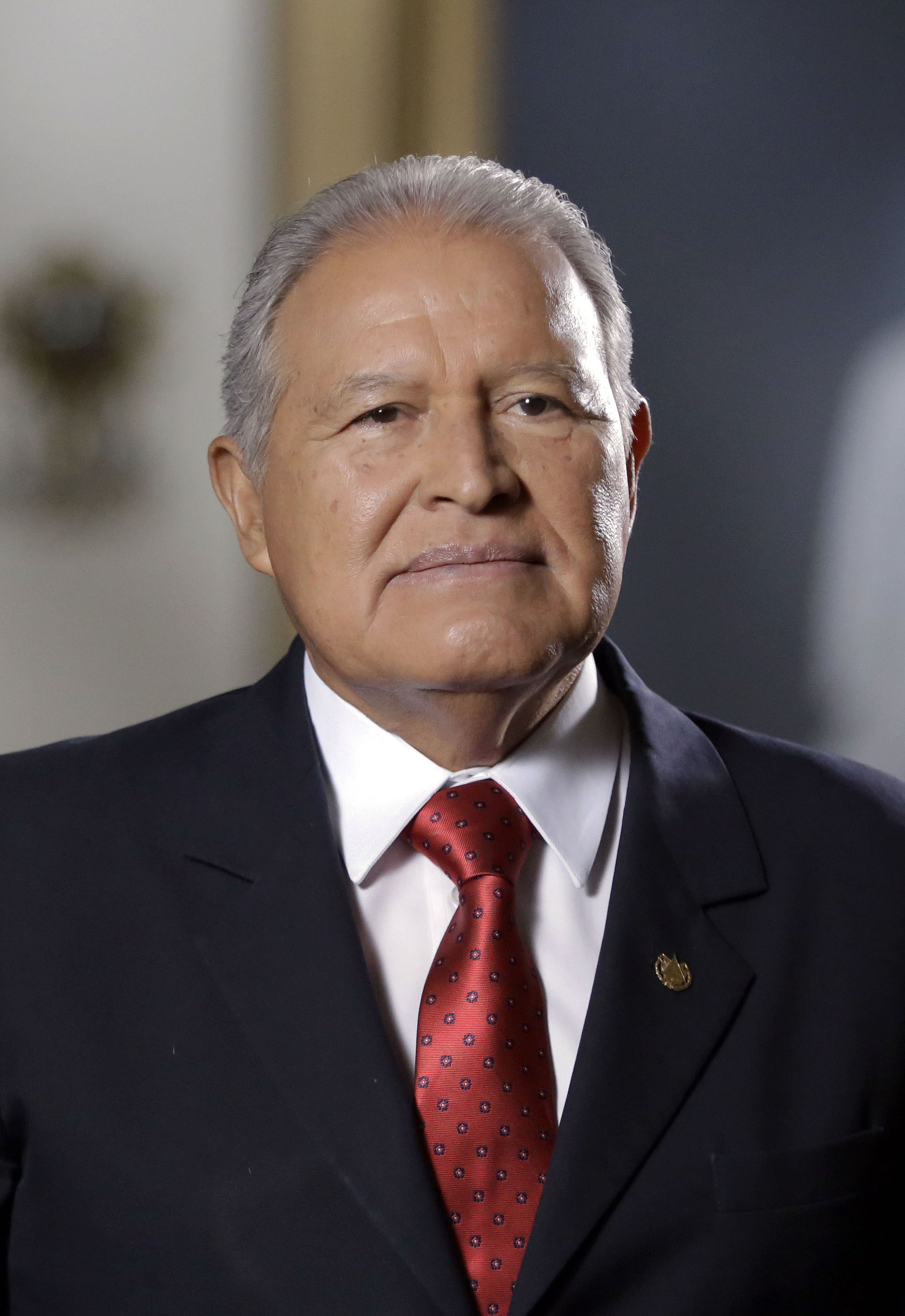
Salvador Sánchez Cerén 2014-2019
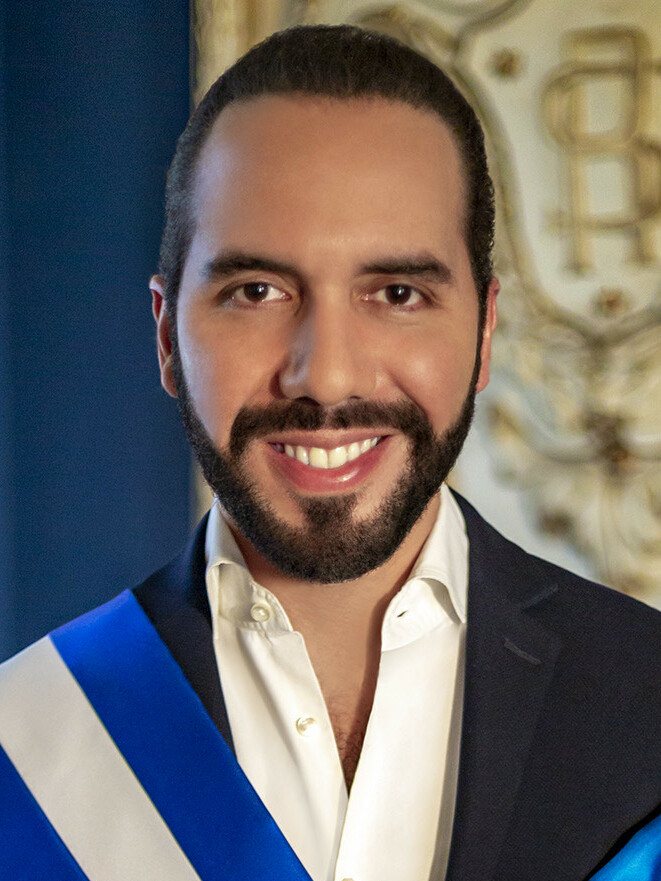
Nayib Bukele 2019-2023 2024-présent